# Mińsk

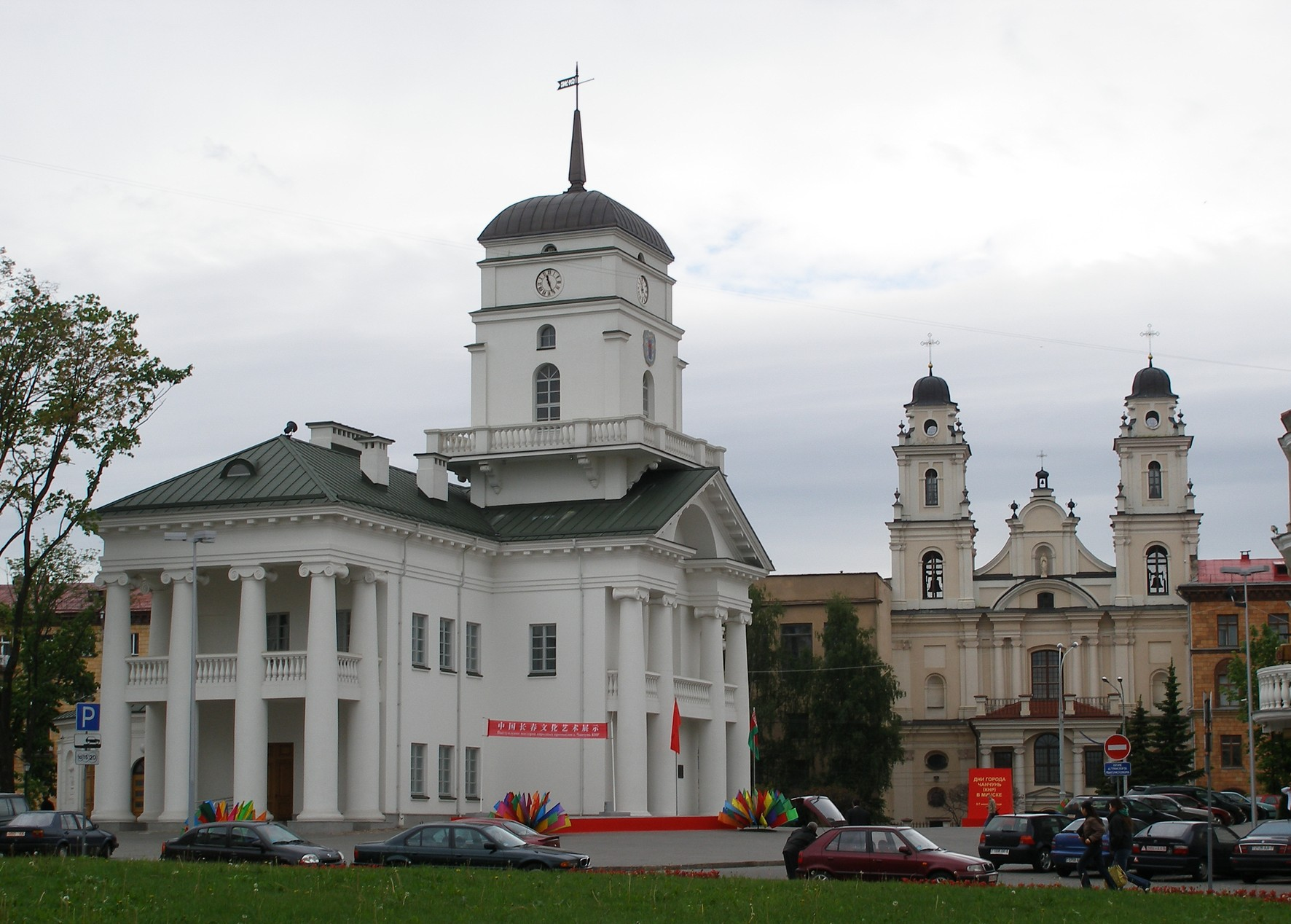
Ratusz i katedra katolicka

Mińsk (biał. Мінск, hist. Менск; ros. Минск; jid. ‏מינסק, Minsk‎) – stolica i największe miasto Białorusi, położone nad Świsłoczą, miasto wydzielone i obwodowe, największy ośrodek gospodarczy, kulturalny i naukowy kraju. Mieści się w nim sekretariat założonej w 1991 Wspólnoty Niepodległych Państw.
Był miastem królewskim Wielkiego Księstwa Litewskiego I Rzeczypospolitej. Miejsce obrad sejmików ziemskich powiatu mińskiego od XVI wieku do pierwszej połowy XVIII wieku. W I Rzeczypospolitej używano też nazwy Mińsk Litewski, dla odróżnienia od Mińska Mazowieckiego.

## Nazwa

### Pochodzenie
Większość badaczy toponimii uważa, że nazwa miasta pochodzi od niewielkiej rzeki o nazwie Mieńka (Mień, Mienia), nad którą został założony Mińsk. Białoruski historyk Mikoła Kuźniacou postawił tezę, że nazwa rzeczki pochodzi od słowa mień oznaczającego rybę – miętusa lub inną gładką, śluzistą rybę.
Niektórzy autorzy skłonni są przypuszczać, że miasto nazwano od prowadzonego w nim handlu, wymiany – miena. Hipoteza ta nie jest jednak przekonująca, ponieważ handel nie mógł tam rozwinąć się tak szybko i na taką skalę, by stać się podstawą do nazwania twierdzy zbudowanej w 1063, a której nazwa tak szeroko się rozpowszechniła, że wspomniano o niej w kronice już w 1067 r. Ponadto odczasownikowe rzeczowniki od słowa mieniać nie są w toponimii znane.
Jest także podanie ludowe, według którego założycielem miasta był czarownik-siłacz Mianiesk, który zbudował w miejscu dzisiejszego Mińska młyn, w którym mełł mąkę z kamienia.

### Warianty
W Kodeksie Hipackim miasto wspomniane zostało w 1067 r. pod nazwami Мѣньск, Мѣнескь. W późniejszym Latopisie Radziwiłłowskim nazwy Mieńsk (Меньск) i Mieniesk (Менеск) napisano przez е (je), bez ѣ (jać). Z końcem XV w. pojawia się nazwa Miensk (Менск) bez miękkiego znaku. Jednak jeszcze w XVI i XVII wieku szeroko stosowana była forma Mieniesk.
W korespondencji moskiewskiego gubernatora mińskiego Fiodora Arsenjewa z carem Aleksym I Romanowem (1656) na jednej stronie listu słowa Mieniesk, Miensk, Mienskaga występują 18 razy, zaś Minsk w ogóle. W dwóch odpowiedziach tegoż gubernatora nazwy typu Mieniesk, Miensk, Mienskogo pow.(ietu) występują 12 razy i tylko raz napisano Minskoj pow. W odpowiedzi moskiewskiego gubernatora Jakowlewa (1657), na temat sejmiku mińskiej szlachty, wykorzystywana jest również wyłącznie forma Miensk.
W Latopisie Barkułabowskim miasto wspomniane zostało 6 razy, w tym 5 razy jako Miensk i raz jako Minsk.
Pierwsze utrwalenie nazwy Minsk (Mynsko) uczeni odnaleźli w łacińskojęzycznej księdze kancelaryjnej z 1502 r. Później w dokumentach polskojęzycznych XVI – XVII w. coraz częściej używana była transkrypcja Minsk. Profesor katedry białoruskiej filologii Uniwersytetu Warszawskiego A. Abremska-Jabłońska wykazała, że nazwa Minsk pojawiła się pod wpływem polskiego Mińska Mazowieckiego wskutek polskiej ekspansji administracyjnej i językowej.

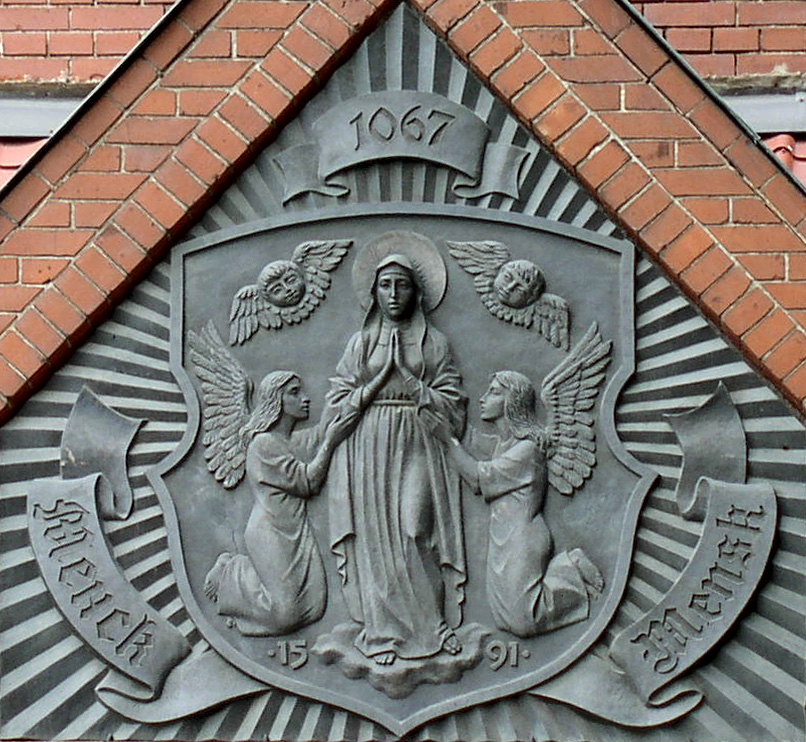
Herb Mińska zdobiący fasadę kościoła św. Szymona i św. Heleny

Forma Mińsk w oficjalnych dokumentach ostatecznie zastąpiła Miensk dopiero w XVIII w. razem z wypieraniem języka starobiałoruskiego (ruskiego) z użytku państwowego. Po rozbiorach I Rzeczypospolitej z polskich dokumentów i map nazwa została przeniesiona do dokumentów i map rosyjskich.
W końcu XVIII w. zapis Minsk utrwalił się w oficjalnych rosyjskojęzycznych dokumentach, zaś forma Miensk pozostała w mowie ludu (fakt ten zanotowali: białoruski etnograf Pawał Szpileuski oraz Słownik geograficzny Królestwa Polskiego i innych krajów słowiańskich wydany w 1885).
Od 1916 r. w środowisku inteligencji białoruskiej utrwaliła się nazwa Miensk-Biełaruski. Zachowała się także w czasach polskiej administracji niemieckiej okupacji. Korzystano z niej w dokumentach emigracyjnych władz białoruskich.
Forma Miensk stała się normą w czasach Białoruskiej SRR. Używana była we wszystkich oficjalnych dokumentach, a także w państwowym radiu do 29 lipca 1939, kiedy decyzją Rady Najwyższej Białoruskiej SRR nazwę miasta zmieniono na Minsk. Decyzja ta była częścią represji wobec białoruskich kręgów narodowych i rusyfikacji Białoruskiej SRR na poziomie nazw miast.
5 września 1991 Mińska Miejska Rada Deputowanych Ludowych zwróciła się do Rady Najwyższej z prośbą o przywrócenie historycznej nazwy Miensk, została ona jednak odrzucona. Za przywróceniem nazwy Miensk głosowało 142 deputowanych, przy wymaganych 173.

## Geografia

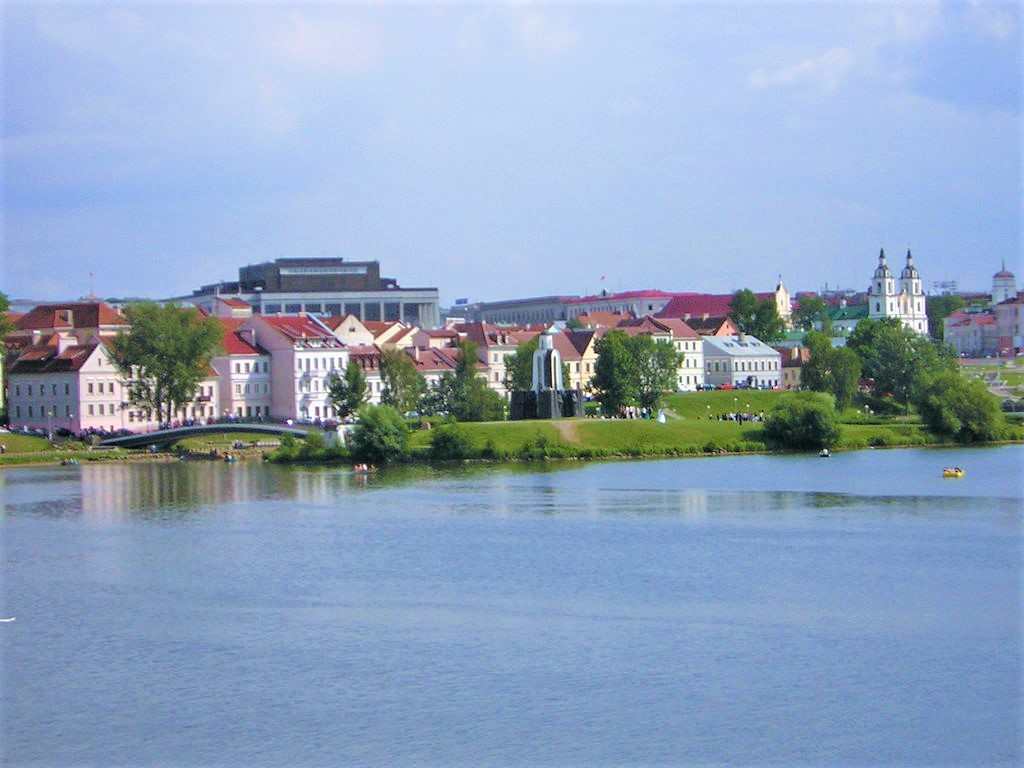
Stare Miasto nad Świsłoczą

### Położenie
Mińsk znajduje się na południowo-wschodnich stokach Wysoczyzny Mińskiej. Średnia wysokość n.p.m. wynosi 220 m. Najbardziej wyniesiona część miasta (280,4 m) znajduje się w rejonie między ulicami Cimiraziewa i Charkowskiej (w okolicach szosy rakowskiej), a najniższa (181,4 m) – na południowym wschodzie miasta na rozlewisku Świsłoczy w rejonie Czyżouka.

### Klimat
Klimat umiarkowany kontynentalny ze znacznym wpływem morskiego powietrza znad Atlantyku (z częstymi cyklonami). Średnioroczna temperatura powietrza 5,4 °C. Występują znaczne wahania średnich temperatur względem pór roku: od −7,3 °C w trzeciej dekadzie stycznia do 18 °C w drugiej i trzeciej dekadzie lipca. W ostatnim czasie występuje wyraźna tendencja do podwyższania się temperatury w okresie zimowym.
Średnioroczne opady wynoszą 646 mm, przy czym 1/3 przypada na okres chłodny, 2/3 na ciepły.

### System wodny
W pobliżu Mińska przechodzi dział wód mórz Bałtyckiego i Czarnego. Przez miasto przepływa rzeka Świsłocz, do której w granicach miasta wpada sześć niewielkich rzeczek. Wszystkie należą do zlewiska Morza Czarnego. Istnieją zalewy: Drozdy, Krynica, Czyżowski, Jezioro Komsomolskie i inne; systemy wodne: Wilejsko-Miński i Ślepiański.

### Ekologia
Republikańskie Centrum Kontroli i Monitoringu Środowiska Naturalnego (Рэспубліканскі цэнтар радыяцыйнага кантролю і маніторынгу навакольнага асяродзьдзя) kontroluje średniodobowe stężenia twardych cząstek RM-10, dwutlenku azotu, poziom formaldehydu, dwutlenku węgla, dawki promieniowania gamma.

## Historia

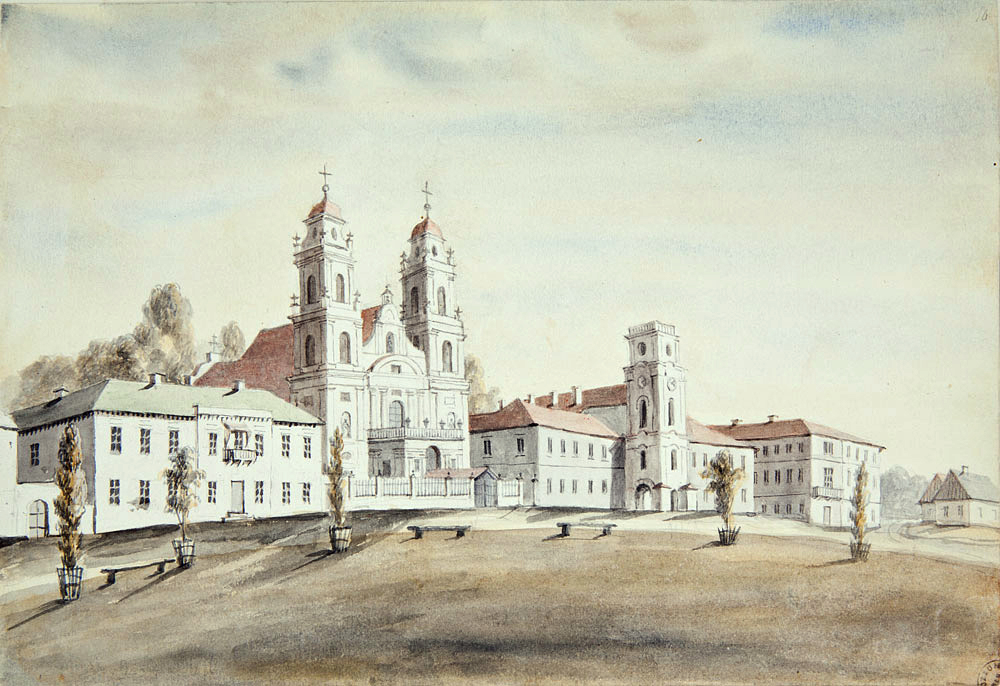
Wysoki Rynek w XIX wieku

Wzmiankowany po raz pierwszy w 1067 w związku z bitwą nad Niemigą, w której książę połocki Wsiesław Briaczysławicz uległ koalicji książąt ruskich. Od 1101 r. stolica księstwa mińskiego podporządkowanego księstwu połockiemu.

### Wielkie Księstwo Litewskie

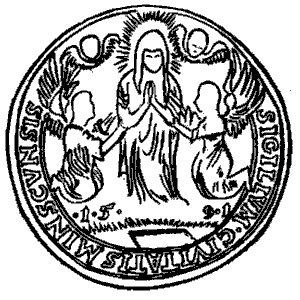
Wzór pieczęci miejskiej z XVI w.

Od połowy XIII wieku lenno litewskie, ok. 1300 r. został opanowany przez księcia litewskiego Witenesa i wszedł w skład Wielkiego Księstwa Litewskiego. W 1390 książę Władysław II Jagiełło (od 1386 także król Polski) ufundował pierwszy kościół farny pw. Trójcy Przenajświętszej. Od unii horodelskiej w 1413 Mińsk przynależał do województwa wileńskiego. W 1441 Kazimierz Jagiellończyk nadał Mińskowi oraz innym miastom znaczne przywileje. Rozwój spowodował, że Mińsk otrzymał od Aleksandra Jagiellończyka prawa miejskie magdeburskie w 1499, a w 1502 hospodar wraz z żoną Heleną przez dwa miesiące przebywał w Mińsku. W 1505 miasto zostało zniszczone przez Tatarów krymskich, a w czasie wojny z Moskwą w 1508 bezskutecznie oblężone przez wojska moskiewskie Michała Glińskiego, które następnie zostały pokonane przez wojska polsko-litewskie w bitwie pod Orszą. W 1513 otworzono pierwszy szpital. W 1547 pożar w znacznym stopniu zniszczył miasto. W 1566 Mińsk został stolicą utworzonego województwa mińskiego.

### I Rzeczpospolita

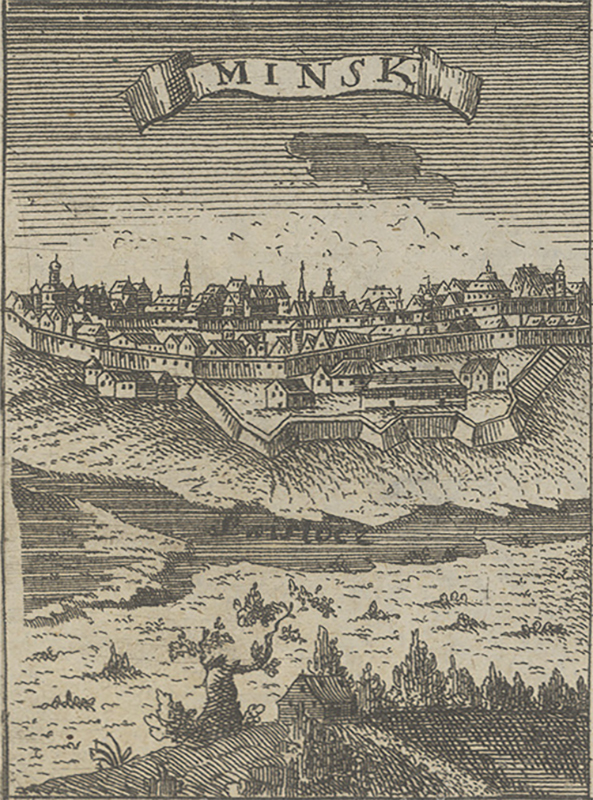
Mińsk w 1772 roku

Po unii lubelskiej w 1569 Mińsk wchodził w skład Rzeczypospolitej Obojga Narodów. W 1582 zbudowano murowany ratusz oraz powstało kolegium zakonu jezuitów. 24 i 27 lutego 1596 roku w Mińsku odbył się popis ochotniczych oddziałów z powiatów mińskiego, lidzkiego i połockiego udających się przeciwko powstańcom Nalewajki. Od 1599 co dwa lata, na przemian z Nowogródkiem, w Mińsku odbywała się wiosenna sesja Trybunału Głównego Wielkiego Księstwa Litewskiego (jesienna zawsze w Wilnie). W 1633 został zbudowany w Mińsku klasztor bernardynów. W czasie wojny z Moskwą 11 lipca 1655 miasto zajęły wojska moskiewskie. W 1656 rozpoczęto budowę klasztoru jezuitów. W 1659 powstała pierwsza apteka. W maju 1660 w mieście obradowali polscy komisarze planujący dalsze posunięcia w wojnie z Rosją. 27 czerwca doszło do bitwy pod Połonką, w której wojska Rzeczypospolitej odniosły zwycięstwo, po czym tej samej nocy z 28 czerwca na 29 czerwca Stefan Czarniecki wysłał w stronę Mińska 12 chorągwi pod dowództwem Pawła Borzęckiego. Następnie zwycięska armia dotarła do Mińska. W 1664 miasto trzy razy odwiedził król Jan II Kazimierz Waza. Pod koniec XVII wieku miasto było ufortyfikowane wałami ziemnymi, znajdowały się w nim zamek starosty, murowany dwór Hlebowicza oraz liczne klasztory. W latach 1700–1710 wzniesiono nowy kościół jezuitów, od 1798 kościół katedralny pw. Imienia Najświętszej Maryi Panny.
W 1708, na rozkaz Piotra I, miasto zostało spalone przez Rosjan. W 1733 miasto okupowała prawie dwa lata armia rosyjska. W 1773 Komisja Edukacji Narodowej utworzyła w mieście „szkołę akademicką”. Wskutek zagarnięcia w I rozbiorze części wschodnich województw przez Rosję, odbywające się od 1599 sesje Trybunału Litewskiego przeniesiono w 1775 z Mińska do Grodna, co doprowadziło do dalszej utraty znaczenia miasta.

### W zaborze rosyjskim

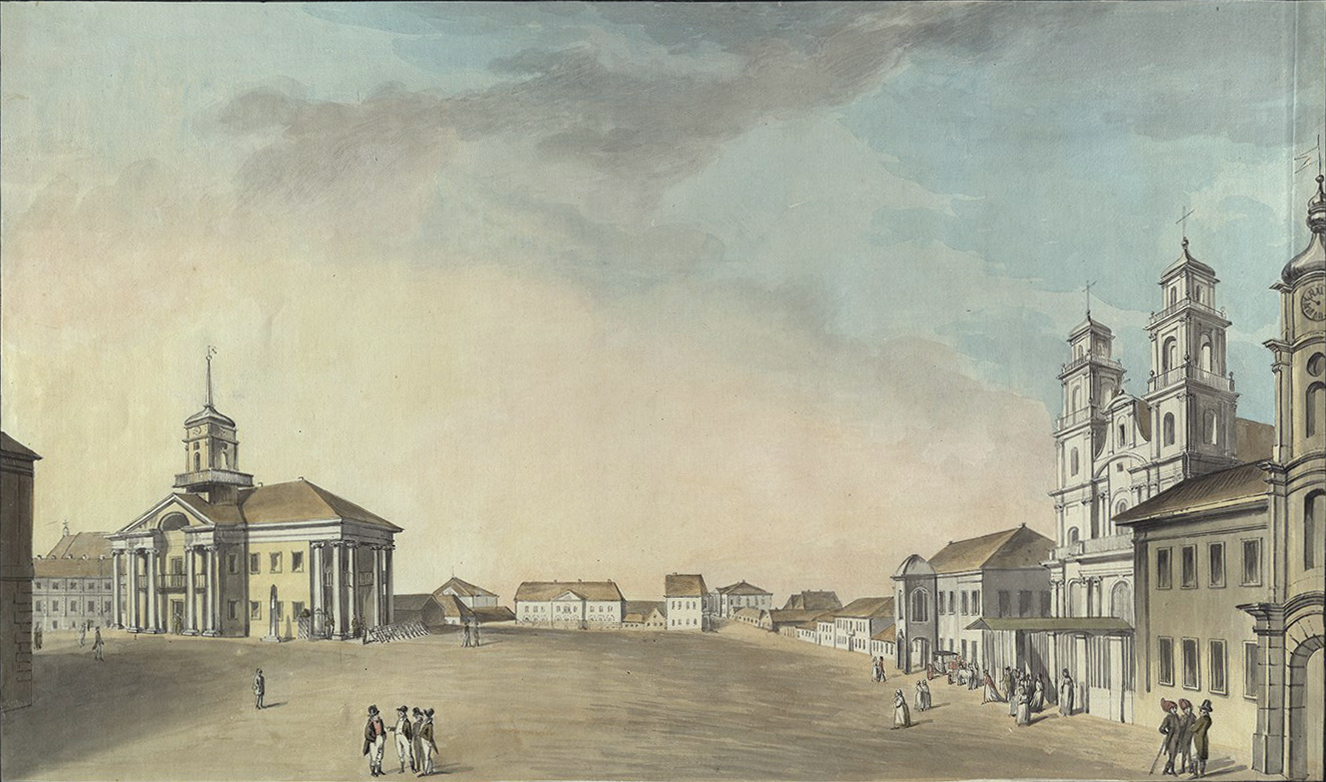
Wysoki Rynek w XIX wieku

Po II rozbiorze Polski, czyli od 1793, Mińsk znajdował się w granicach Imperium Rosyjskiego. W 1839 władze rosyjskie zlikwidowały Kościół unicki, do którego należała większość mieszkańców miasta. W 1853 Władysław Syrokomla odnotował, że w mieście mieszkało 13 800 żydów, 7400 katolików i 3500 prawosławnych. W 1897 Mińsk był czwartym największym miastem zaboru rosyjskiego (po Warszawie, Łodzi i Wilnie). W roku szkolnym 1907/1908 pierwsza szkoła średnia w Mińsku – męska szkoła realna – zaczęła legalnie nauczać języka polskiego. Na zajęcia z niego zapisało się 54 uczniów; w kolejnym roku liczba ta spadła do 25 i utrzymywała się w okolicach tej wartości przez kolejne lata.
W 1898 r. w Mińsku odbył się zjazd założycielski Socjaldemokratycznej Partii Robotniczej Rosji.
W 1909 r., w czasie wyborów samorządowych, do rady miejskiej zostało wybranych 29 Polaków, 9 Rosjan, 4 Żydów i 3 przedstawicieli innych narodowości. 20 kwietnia (3 maja) 1917 po raz pierwszy możliwe było zorganizowanie w mieście obchodów przyjęcia Konstytucji 3 maja. Z tej okazji odbyła się polska manifestacja patriotyczna, w której według Michaliny Domańskiej uczestniczyło 40 tys. osób.

### I wojna światowa i wojna polsko-bolszewicka

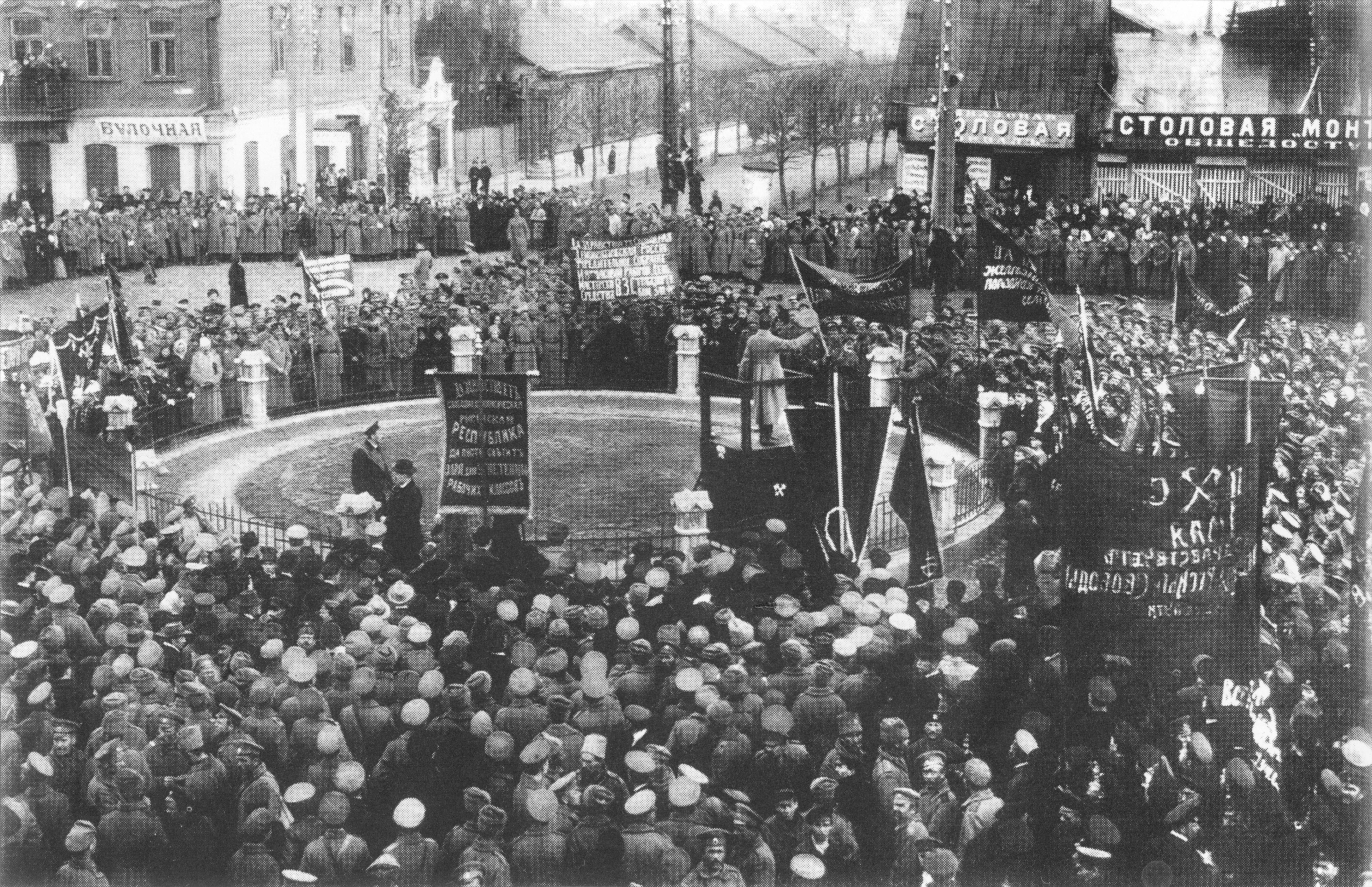
Demonstracja pierwszomajowa w 1917

19 stycznia 1918 polscy i białoruscy mieszkańcy Mińska rozbroili część uciekających bolszewików i przejęli władzę w mieście. Polacy administrowali większą, zachodnią częścią miasta, Białorusini – wschodnią. 21 stycznia polsko-białoruska administracja przekazała władzę wkraczającym do miasta wojskom niemieckim. Pod niemiecką okupacją w mieście funkcjonowały podziemne organizacje polskie, m.in. Rada Okręgowa i zajmująca mniej ważną pozycję Rada Polska Ziemi Mińskiej. Pod koniec 1917 r. w Mińsku powstał Związek Zawodowy im. Stanisława Staszica, usiłujący utworzyć polską kooperatywę. Mimo że był on nieokreślony ideowo, władze okupacyjne dotkliwie go prześladowały.

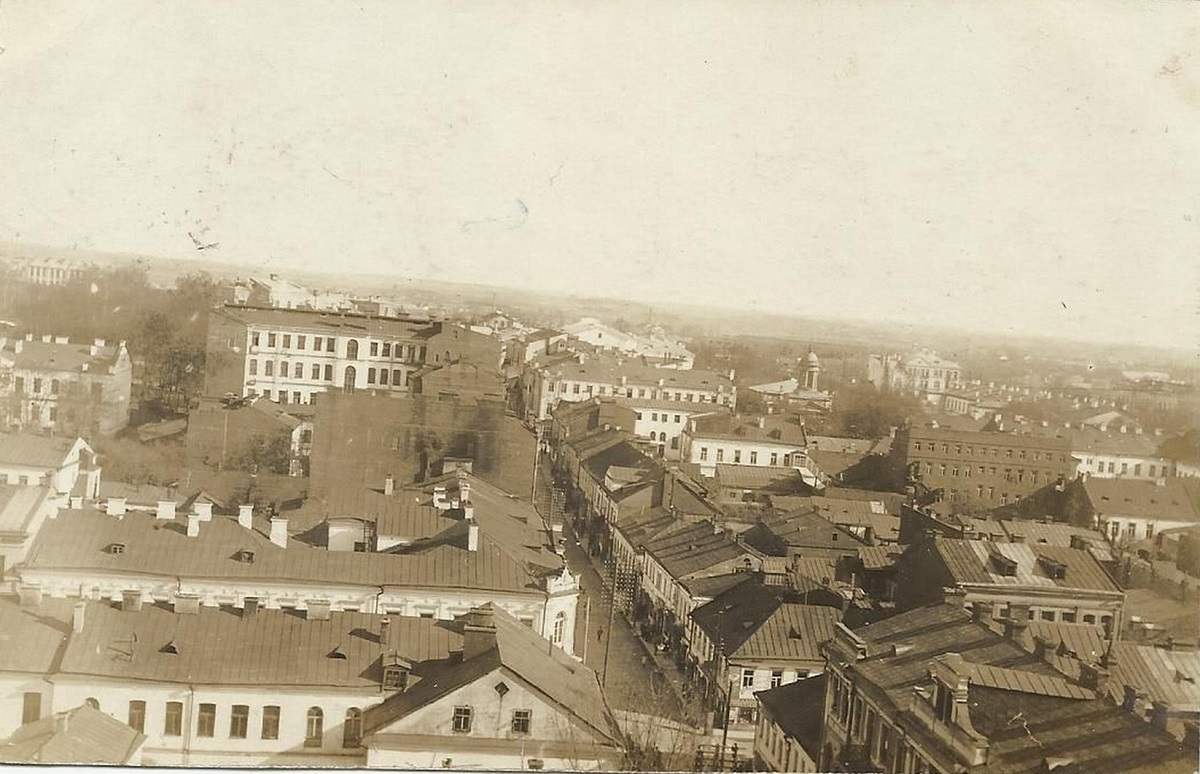
Panorama Mińska ok. 1918

Jesienią 1918 powstała Samoobrona Ziemi Mińskiej i Grodzieńskiej – polska organizacja wojskowa mająca na celu obronę tych ziem przed bolszewikami. W Mińsku jej organizatorem był gen. Aleksander Bernatowicz. Z nominacji Piłsudskiego dowodzenie nad nią przejął płk Kobordo.
W styczniu 1919, po wycofaniu się Niemców, miasto przejęli bolszewicy. 5 stycznia 1919 Mińsk został ogłoszony stolicą Białoruskiej SRR. W tym okresie polska Rada Okręgowa przekształciła się w Związek Rad i Organizacji Polskich oraz wyłoniła z siebie Komitet Wykonawczy, co wywołało represje ze strony władz sowieckich. Polskie podziemie przeprowadziło następnie tajne wybory, w wyniku których wyłoniona została Rada Główna. W jej skład wchodzili: biskup Zygmunt Łoziński, Izalewicz, Olgierd Jeleński, Witold Jan(?) Świda, Pietrzak i dr Jan Offenberg. Związek Zawodowy im. Staszica nadal podlegał represjom, co doprowadziło do jego likwidacji. W okresie bolszewickiej okupacji legalnie działał polski Związek Chrześcijańskiej Demokracji – organizacja licząca ok. 3000 członków, ciesząca się poparciem duchowieństwa katolickiego, deklarująca poparcie dla demokracji, a jednocześnie niechętnie nastawiona do Białorusinów. Na jej czele stał Szczepański.

### Pod polską administracją

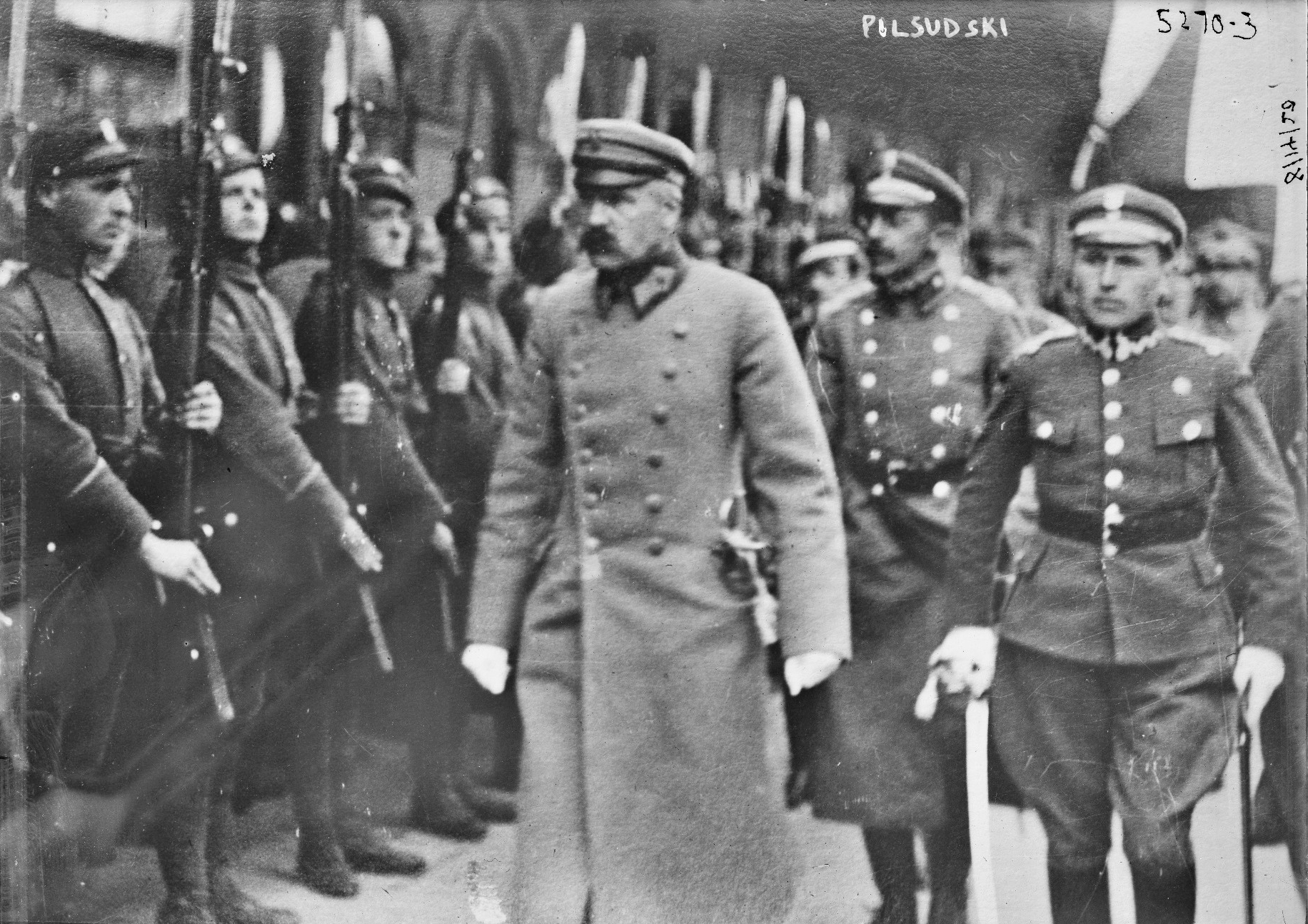
Józef Piłsudski w Mińsku w 1919

8 sierpnia 1919 Mińsk został zdobyty przez wojska polskie w toku operacji prowadzonej przez generała Stanisława Szeptyckiego (m.in. 15 Pułk Ułanów pod dowództwem ppłk. Władysława Andersa) i części „błękitnej armii” generała Hallera. Samo miasto zajęła 2 Dywizja Piechoty Legionów, zaraz po niej wkroczyła 1 Dywizja Strzelców Wielkopolskich. W czasie szturmu miasta Polacy ponieśli bardzo niewielkie straty. Komendantem wojskowym Mińska został płk Zdzisław Raabe. Polska żandarmeria wojskowa dokonała aresztowań bolszewickich agentów i funkcjonariuszy bolszewickich służb bezpieczeństwa. 9 sierpnia do miasta przybył gen. Szeptycki wraz ze sztabem, a 10 sierpnia zorganizowano uroczystości związane z wyzwoleniem miasta. 15 września 1919 został utworzony okręg miński Zarządu Cywilnego Ziem Wschodnich. Jego komisarzem został Władysław Raczkiewicz.
Rada Główna podjęła decyzję o samorozwiązaniu. Miesiąc później część jej członków, a także inni działacze (dr Offenberg, Pietrzak, Dobraczyc, Politowski, biskup Łoziński) rozpoczęli działalność spółdzielczą. Z inicjatywy Olgierda Jeleńskiego powstało Koło Pracy Społecznej, w skład którego weszła część działaczy Komitetu Wykonawczego i dawnej Rady Głównej. Rada Polska Ziemi Mińskiej nawiązała współpracę ze Związkiem Chrześcijańskiej Demokracji. Działało też Towarzystwo im. Józefa Piłsudskiego w Mińsku, które koordynowało pracę prawicowego Koła Polek, Towarzystwa Przyjaciół Żołnierza Polskiego oraz Wyzwolenia. Działał też miński oddział PPS – Frakcji Rewolucyjnej z Gnoińskim, Badzianem, Jakobinim i Pietrusiewiczem na czele. Ogółem od 1917 do 1920 r. w Mińsku działały 33 różne polskie organizacje.

### W składzie Białoruskiej SRR
W lipcu 1920 miasto zdobyli bolszewicy podczas wojny polsko-bolszewickiej, jednakże po zwycięskiej dla strony polskiej bitwie niemeńskiej, 12 października 1920, 14. Dywizja Piechoty Wielkopolskiej ponownie wkroczyła do Mińska, ale zaledwie na kilka dni. 13 października Piłsudski kategorycznie zabronił zajmowania miasta, a 15 października o 18:00 gen. Skierski nakazał opuszczenie miasta, co zresztą Tuchaczewski chciał wyegzekwować siłą. Na mocy traktatu ryskiego Mińsk ostatecznie został włączony do Białoruskiej SRR (od 1922 ZSRR). W latach trzydziestych (podczas „wielkiego terroru”) i po agresji ZSRR na Polskę ośrodek terroru NKWD – kilkadziesiąt tysięcy osób rozstrzelano i pochowano m.in. w Kuropatach, w tym duży odsetek mińskich Polaków.

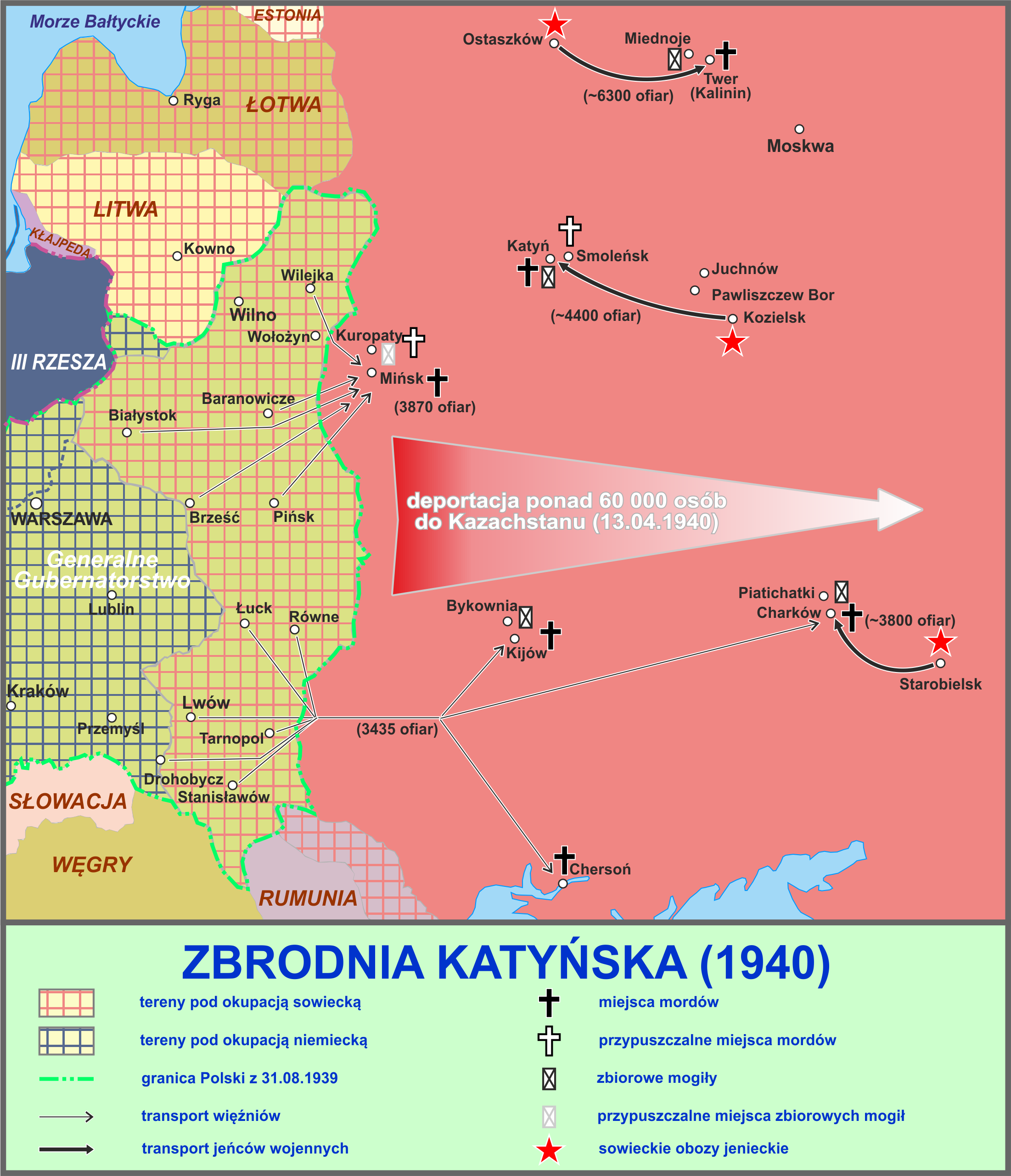

Przed zajęciem Mińska przez Niemców NKWD w czerwcu 1941 wymordowała część polskich więźniów osadzonych w Więzieniu Centralnym i tzw. Amerykance, a pozostałych wysłano w kierunku Czerwienia. Od lipca 1941 do lipca 1944 r. Mińsk był okupowany przez Niemców, którzy wymordowali miejscowych Żydów. Działał tam i zginął w wyniku zamachu gauleiter Okręgu Generalnego Białoruś Wilhelm Kube, jego następcą został Curt von Gottberg. Obszar IV Wachlarza Armii Krajowej obejmował Mińsk, w tamtejszym więzieniu przebywali aresztowani żołnierze Wachlarza. 3 lipca 1944 Armia Czerwona odbiła miasto z rąk niemieckich.

### Niepodległa Białoruś

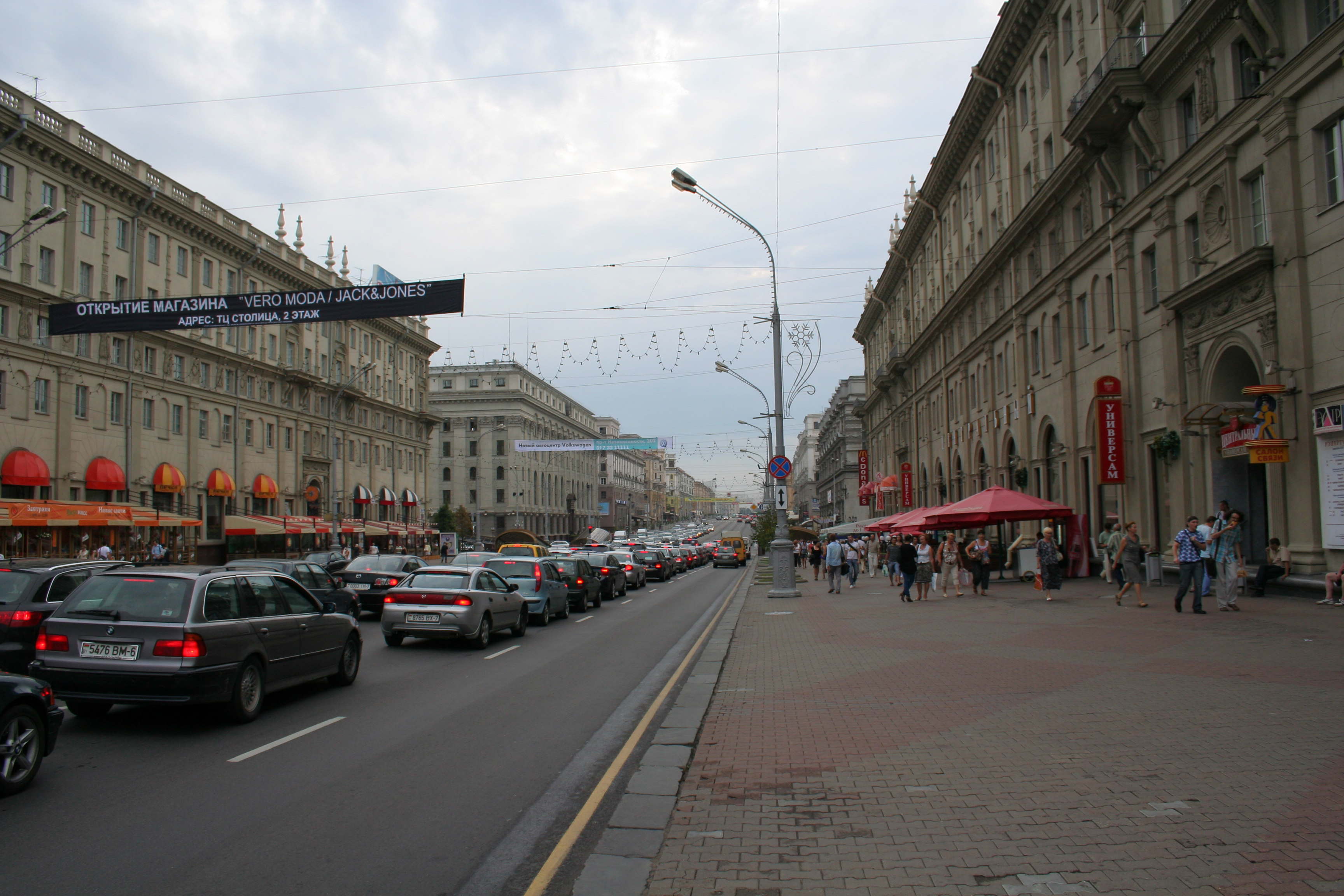
Aleja Niepodległości

Od 1991 Mińsk jest stolicą suwerennej Republiki Białorusi oraz centrum politycznym i kulturowym białoruskiego narodu. Według spisu ludności z 2015 najliczniejszymi mniejszościami narodowymi białoruskiej stolicy byli Rosjanie, Ukraińcy, Polacy, Litwini, Żydzi, Tatarzy i Ormianie. Przez wieki zamieszkany przez wiele narodów, Mińsk stanowi ważny ośrodek życia kulturalnego Białorusi. W 2017 działały w nim 23 szkoły wyższe, na których studiowało około 200 tysięcy studentów z Białorusi oraz zagranicy. W Mińsku ma siedzibę wiele firm, między innymi wargaming.net, która w 2011 wyprodukowała grę komputerową World of Tanks.
Miasto ma rozbudowaną komunikację miejską. W 2014 rozpoczęto budowę trzeciej linii metra.
W 2010 i 2018 białoruska stolica była gospodarzem Konkursu Piosenki Eurowizji dla Dzieci, pod hasłami odpowiednio „Feel the Magic” i „#LightUp” (Białorusi dwukrotnie udało się w nim zwyciężyć).
W dniach 14–16 stycznia 2011 w hali sportowej Mińsk-Arena odbył się Superfinał Pucharu Kontynentalnego 2010/2011. W 2013 odbył się konkurs Miss Supranational 2013 oraz miasto było gospodarzem mistrzostw świata w kolarstwie torowym. W 2014 odbyły się w stolicy Białorusi 78. Mistrzostwa Świata w Hokeju na Lodzie 2014 dla Elity.
W 2015 Mińsk gościł międzynarodowy konkurs piękności Mrs. Universe.

## Zabytki
Zabytki zachowane

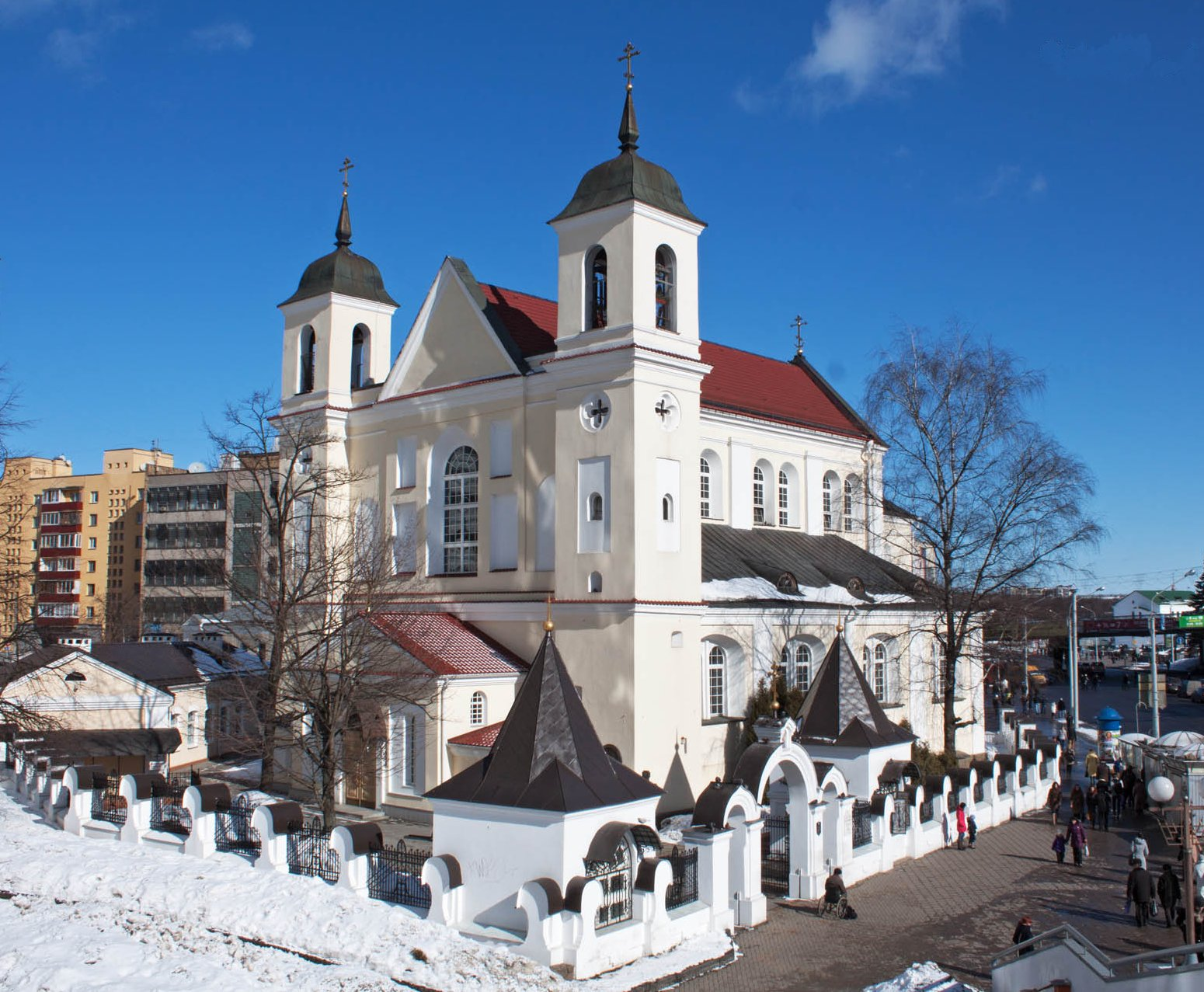
Sobór Świętych Piotra i Pawła

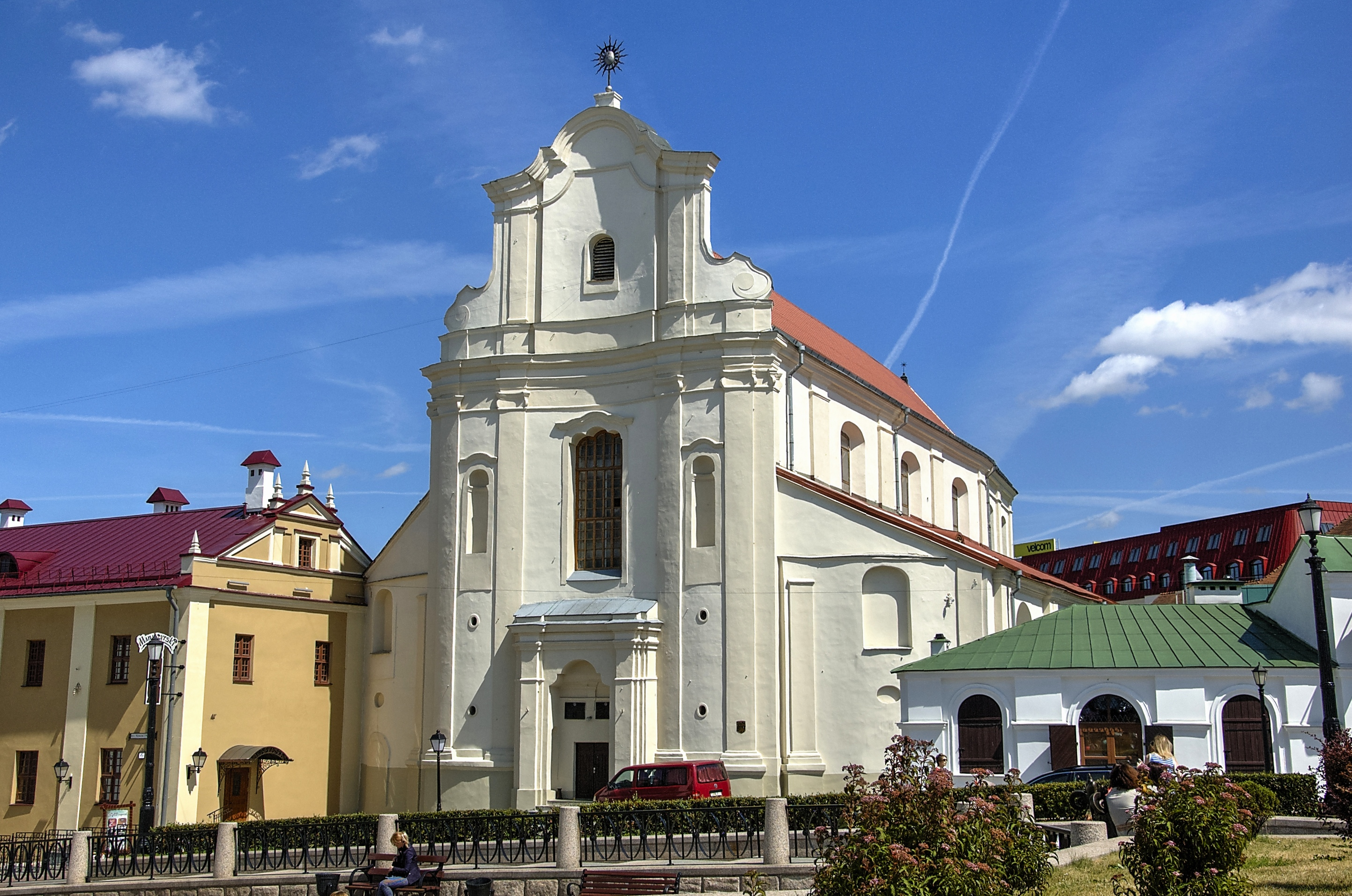
Kościół św. Józefa

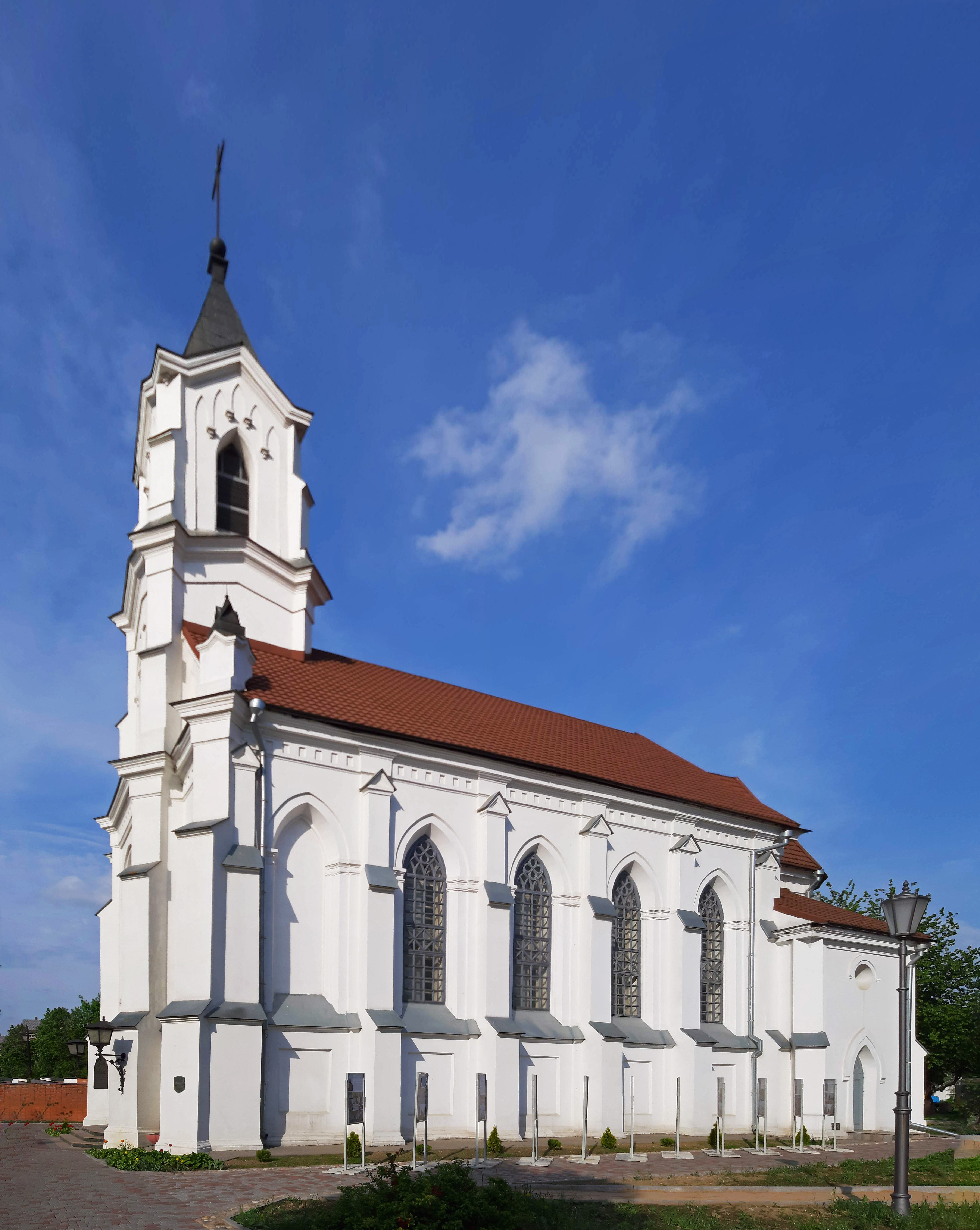
Kościół św. Rocha

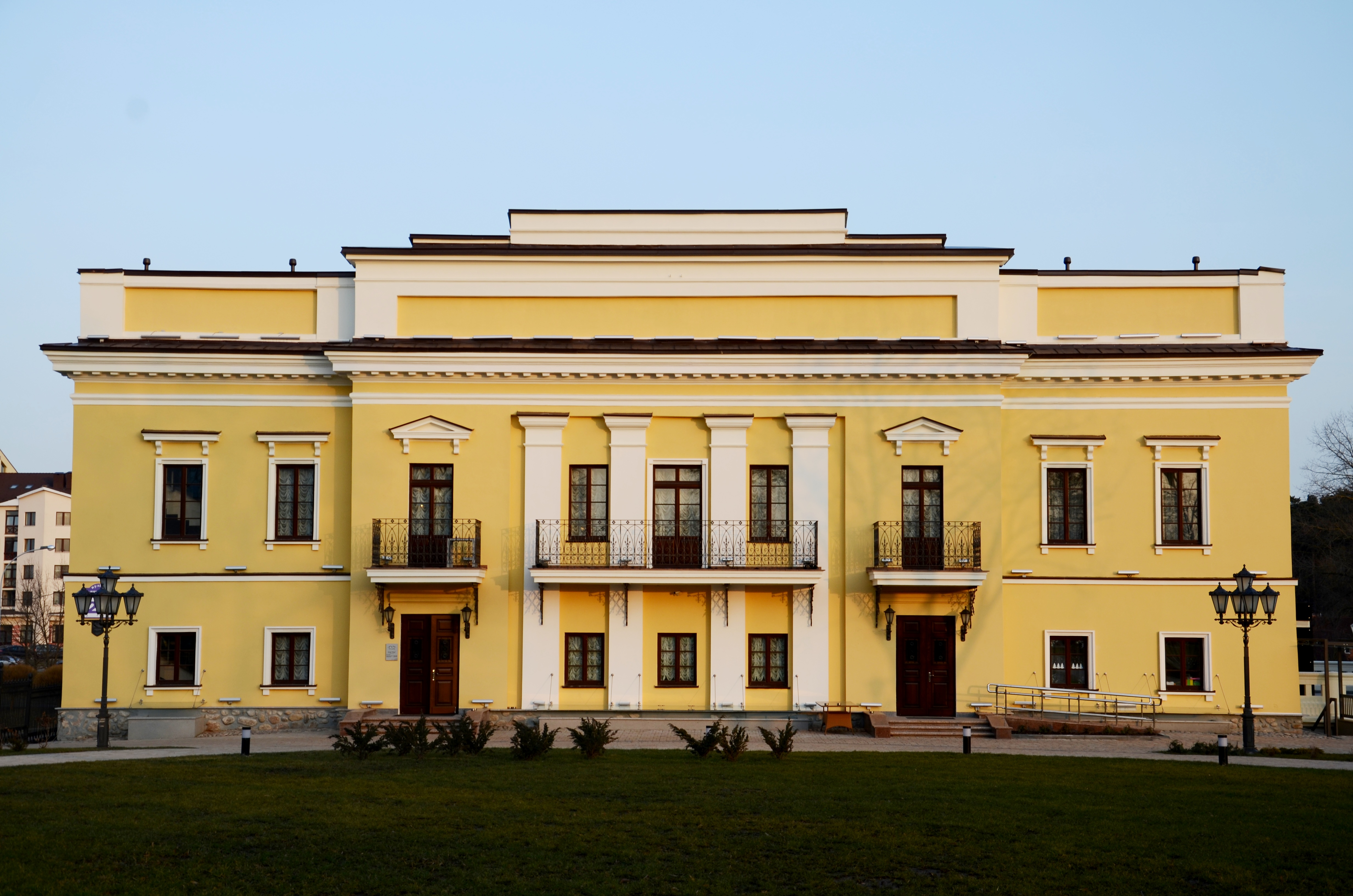
Pałac Wańkowiczów w Ślepiance Wielkiej

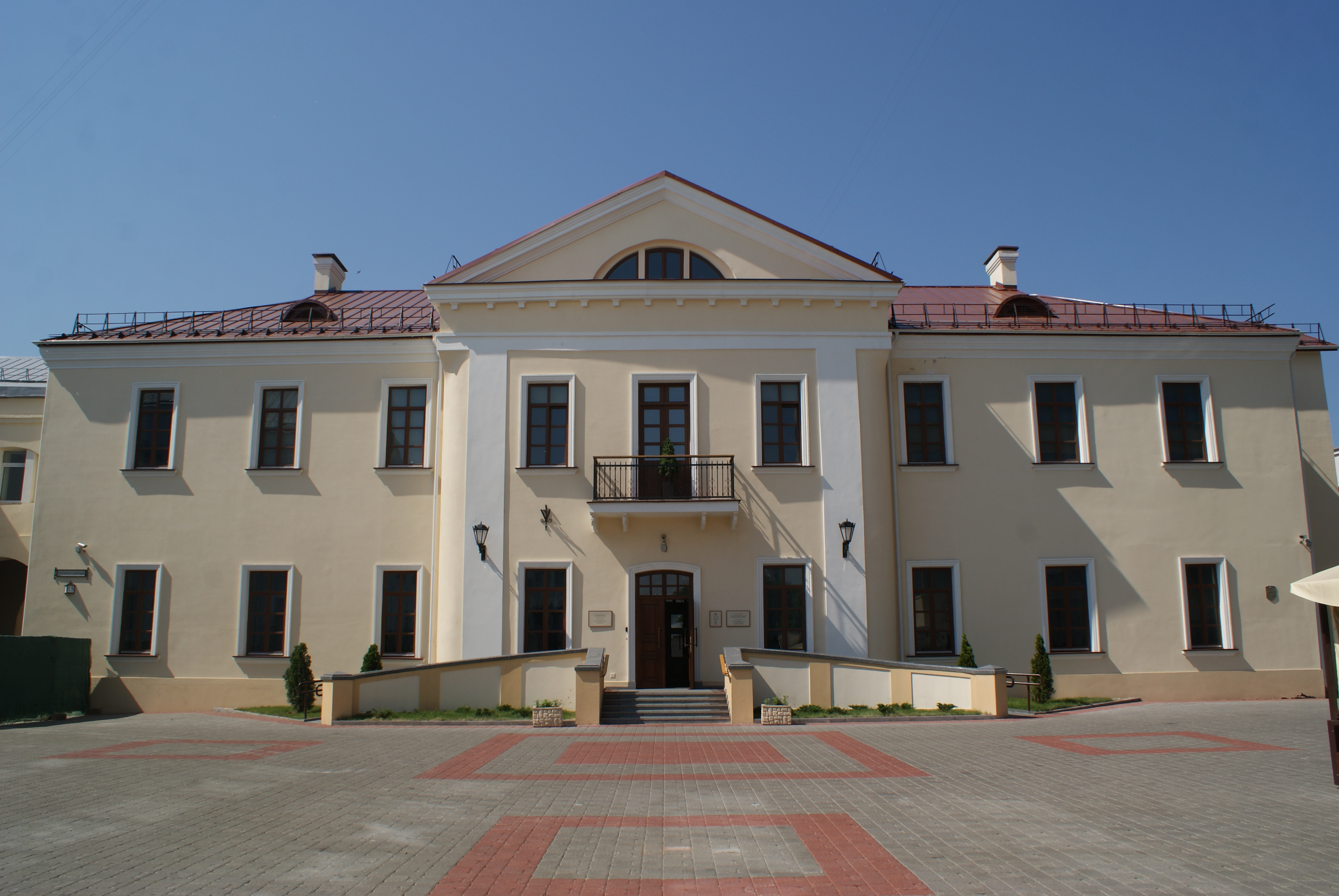
Pałac Przezdzieckich

- Archikatedra Imienia Najświętszej Maryi Panny (dawny kościół jezuitów) z XVII w.
- Kościół św. Józefa i klasztor Bernardynów, barokowy (ob. biblioteka)
- Kościół bernardynek (obecnie prawosławny sobór św. Ducha) i klasztor z 1642 r.,
- sobór św. św. Piotra i Pawła z XVII w.
- Unicka cerkiew św. Ducha z XVII w., barokowa (rekonstrukcja)
- Pałac Wańkowiczów w Ślepiance Wielkiej z k. XVIII w.
- Pałac Wańkowiczów w Ślepiance Małej z XIX w. (obecnie we wschodniej części miasta)
- Dwór Wańkowiczów w Górnym Mieście, klasycystyczny, k. XVIII w.
- Pałac Przeździeckich z końca XVIII w.
- Ratusz (rekonstrukcja)
- Cmentarz Kalwaryjski (Cmentarz Polski lub Kalwaria) z XVIII w. z bramą z 1830 r.
- kościół katolicki Podwyższenia Krzyża św. na Kalwarii z 1839 r.
- Cerkiew św. Marii Magdaleny z 1847 r.
- Kościół św. Rocha (św. Trójcy) na Złotej Górce z 1861 r.
- Synagoga Zalcmana z 1864 r.
- Dwór Lubańskich w majątku Łoszyca z k. XIX w. Dom ekonoma oraz ślady ośmiobocznej kaplicy grobowej Pruszyńskich. Dwór otacza bardzo dobrze zachowany park krajobrazowy o powierzchni około 5 ha. W skład zespołu wchodzą ponadto młyn, gorzelnia i inne zabudowania. Obecnie w południowej części miasta.
- Cerkiew św. Aleksandra Newskiego z 1898 r.
- Synagoga Kitajewska z 1874 r.
- Synagoga Chóralna z 1906 r.
- Kościół katolicki św. Szymona i św. Heleny z 1908 r. (tzw. czerwony kościół) ufundowany przez Edwarda Woyniłłowicza[37]
- Kamienica Janickiego
- Dom dochodowy Kostrowieckiej
- Dom Abrampolskiego
- Dom Unichowskiego
- Dom Rządowy, modernistyczny, lata 30. XX wieku
- Hotel Europa z początku XX wieku (rekonstrukcja)
- Posiadłość Adadurowa
- Budynek dawnego gimnazjum żeńskiego
- Gościnny Dwór

Zabytki niezachowane
- Kościół św. Tomasza i klasztor Dominikanów z 1605 r. (zburzony w 1950 r.)
- Kościół Benedyktynek pw. św. Wojciecha z 1640 r. (zburzony w 1964 r.)
- Kościół Franciszkanów św. Antoniego Wielkiego i klasztor z XVII w. (zburzony ok. 1941-45)
- Kościół św. Trójcy i Wniebowzięcia NMP (fara) z 1720 r. (zburzony w 1809 r.)
- Kościół św. Weroniki i klasztor Rochitów z 1750 r. (zburzony w 1832)
- Kościół Benedyktynów św. Michała Archanioła z klasztorem z XVIII w. (zburzony w XIX w.)
- Kościół Karmelitów św. Marii Magdaleny z klasztorem z 1763 r. (zburzony po powstaniu styczniowym)
- Kościół Bonifratrów św. Jana z klasztorem z XVIII w. (zburzony po powstaniu styczniowym)
- Pałac Hutten-Czapskiego z 1894 r.
- Pałac Sapiehów
- Kolegium Jezuitów
- Synagoga Chłodna z 1590 r. (zburzona ok. 1960 r.)
- Monaster Przemienienia Pańskiego z 1618 r. (zburzony po 1950 r.)
- Kościół ewangelicko-augsburski w Mińsku z 1846 r. (zburzony w 1945 r.)
- Meczet z 1905 r.
- Cerkiew Zmartwychwstania Pańskiego

## Demografia
| Liczba (tys.) mieszkańców Mińska XV – XXI w. |
| -------------------------------------------- |

Według spisu powszechnego przeprowadzonego przez władze rosyjskie w 1897 populacja Mińska wynosiła 90 912 osób, w tym: Żydzi – 46 541 (51%), Rosjanie – 23 208 (25,5%), Polacy – 10 369 (11,4%), Białorusini – 8164 (8,9%), Tatarzy – 1146 (1,2%), Inni – 1484 (2%). Według polskich szacunków w 1920 r. Mińsk zamieszkiwało ok. 100 tysięcy osób (przyjmuje się dzisiaj że Polacy w tym okresie stanowili ok. 25% mieszkańców). Spis sowiecki z 1959 r. podawał, że miasto zamieszkane było przez 509 500 osób w tym: Białorusini – 322 197 (63,3%), Rosjanie – 116 052 (22,8%), Żydzi – 39 702 (7,8%), Polacy – 5599 (1,1%), Inni – 25 950 (5%). Spis białoruski z 1999 r. podaje, że w Mińsku mieszka 1 680 000 osób, w tym: Białorusini – 79,3%, Rosjanie – 15,7%, Polacy – 1,1%, Inni – 3,9%.

## Podział administracyjny
Pierwszy podział administracyjny wprowadzono w 1938 r. w związku ze znacznym wzrostem liczby ludności (218 tys. osób). Postanowieniem Centralnego Komitetu Wykonawczego Białoruskiej SRR wydanym 17 marca 1938 zostały utworzone rejony (biał. раён) Stalinski (Staliński, od 2 listopada 1961 Zawodzki, Fabryczny), Waraszyłauski (Woroszyłowski, od 2 listopada 1961 Sawiecki, Sowiecki) oraz Kahanowiczauski (Kaganowiczowski, od 20 lipca 1957 Kastrycznicki, Październikowy).

### Rejony

Podział administracyjny Mińska

Mińsk podzielony jest na 9 rejonów administracyjnych:
- Centralny
- Sowiecki
- Pierszamajski
- Partyzański
- Zawodzki
- Leniński
- Październikowy
- Moskiewski
- Frunzeński

### Mikrorejony
Mniejszymi jednostkami podziału administracyjnego są mikrorejony. Wiele z nich zostało nazwanych tak samo jak wioski leżące na tych terenach przed ich wchłonięciem przez miasto.

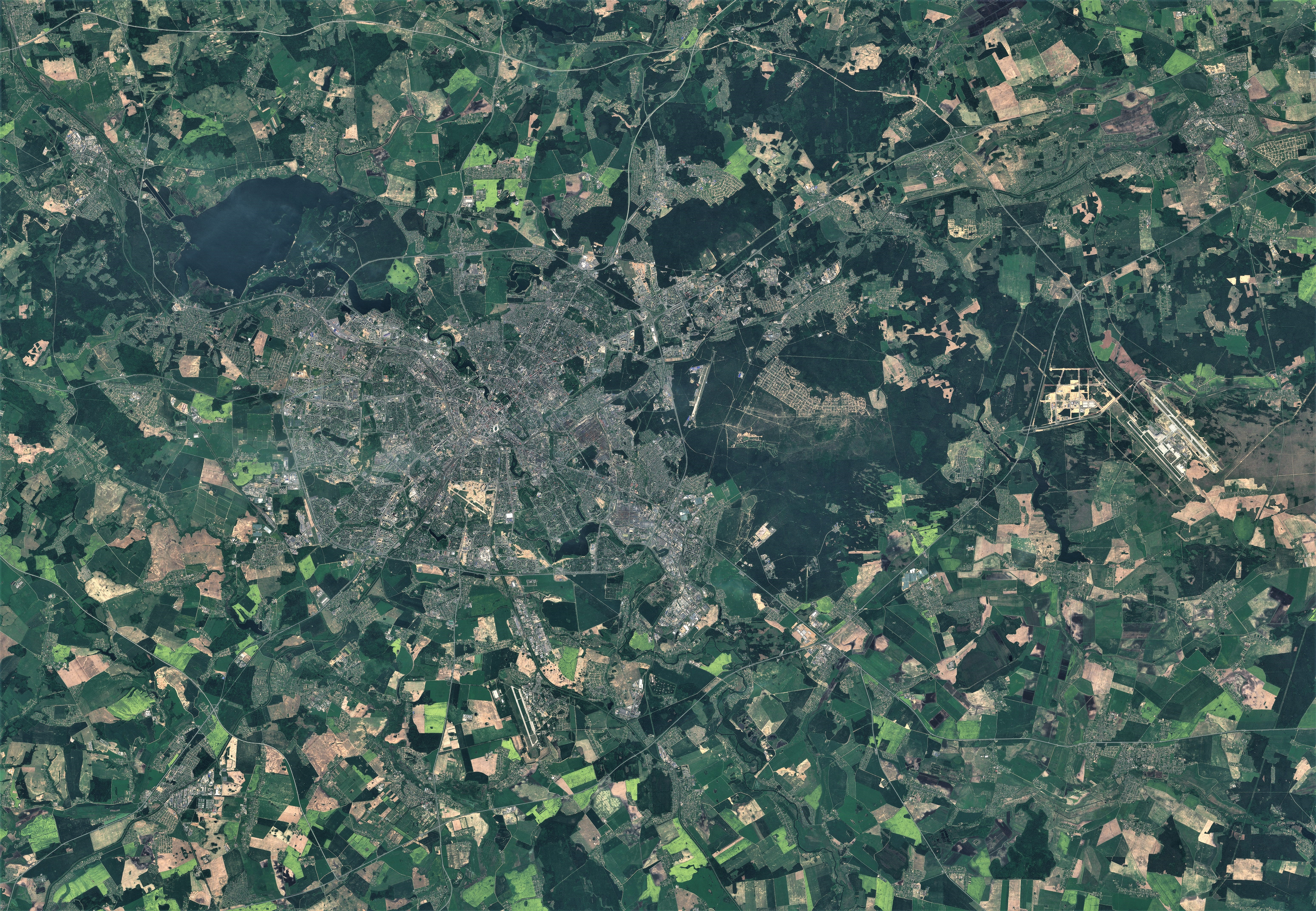
Mińsk z kosmosu (Sentinel)

| - Aeradromna - Miasteczko Akademickie - Anharska - Ozieryszcze - Czerwony Bór - Czyżówka - Drozdy - Drażnia - Harkauska - Gruszówka - Kuncowszczyzna - Kurasowszczyzna - Łoszyca - Malinówka - Mały Trościeniec - Masiukowszczyzna - Południowy Zachód |  | - Posiołek Północny - Srebrzanka - Szabany - Sokał - Sosny - Sucharzewo - Siarowa - Ściapianka - Urucze - Wschód - Wschodni - Ślepianka Wielka - Wieśninka - Zachód - Zielony Ług |

## Gospodarka
Mińsk ma rozwinięty przemysł środków transportu (samochody ciężarowe, ciągniki, motocykle, rowery), maszynowy (silniki dieslowskie) i metalowy (obrabiarki, lodówki), elektrotechniczny i elektroniczny (radioodbiorniki, telewizory) i precyzyjny, ponadto przemysł lekki, spożywczy, chemiczny i poligraficzny.
Jest ważnym węzłem komunikacyjnym i posiada port lotniczy. Jest największym ośrodkiem kulturalno-naukowym na Białorusi.
Budżet Mińska w 2006 r. wynosił około 1,25 mld dolarów, a w 2015 – 2,43 mld dolarów.

## Transport i infrastruktura

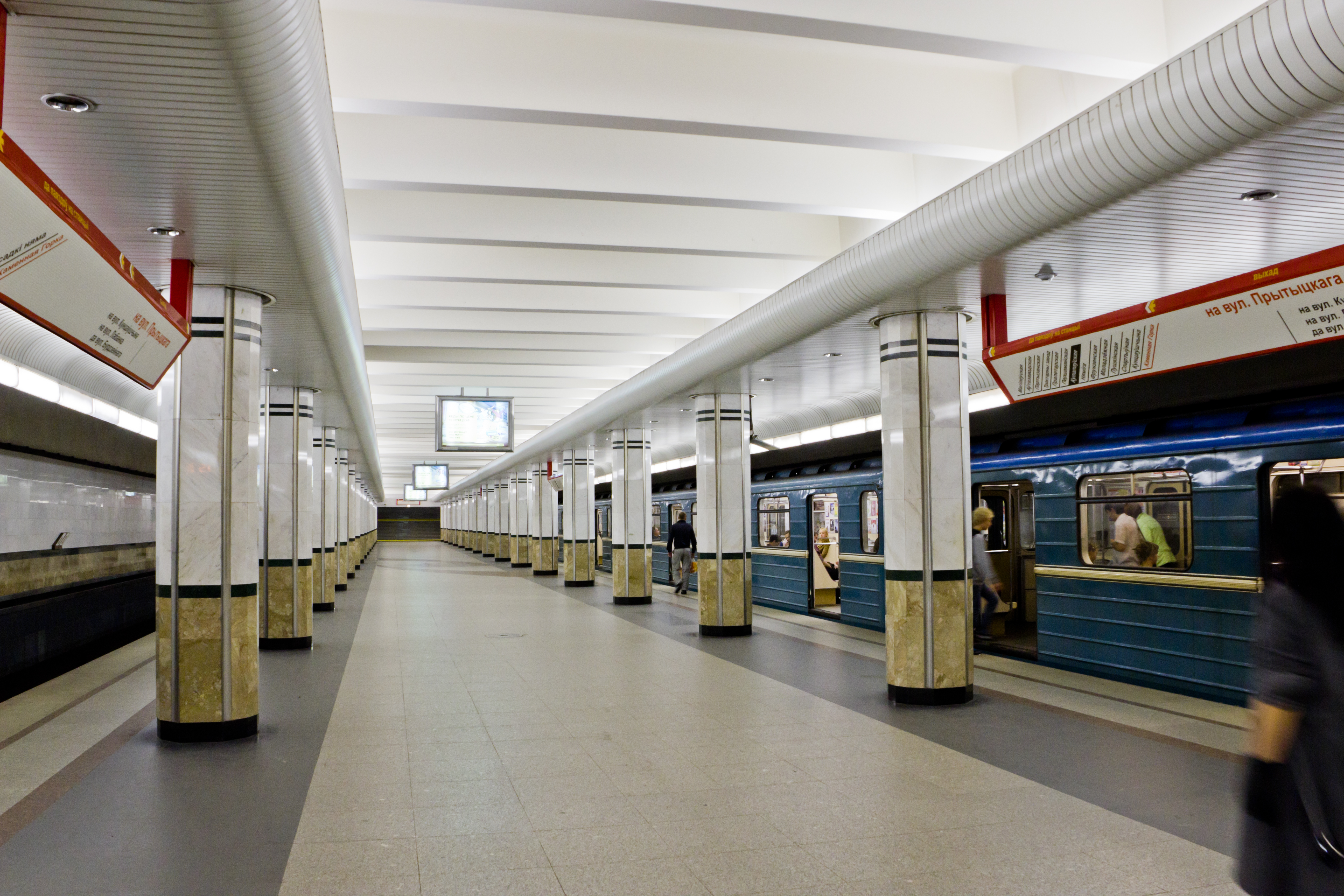
Metro w Mińsku

Posiada sieć tramwajową, rozwinięte sieci trolejbusową i autobusową oraz trzy linie metra, o łącznej długości 40,8 km, z 33 stacjami.

### Lotniska
Międzynarodowy port lotniczy Mińsk jest położony w odległości 42 km na wschód od miasta. Został otwarty w 1982 r. (terminale pasażerskie w 1987). Obsługuje on loty międzynarodowe do Austrii, Cypru, Francji, Niemiec, Irlandii, Izraela, Włoch, Polski, Rosji, Turcji, Wielkiej Brytanii oraz innych państw. Połączenia lotnicze obsługują m.in. Belavia i niemiecki przewoźnik Lufthansa.
W latach 1982–2015 Mińsk posiadał dwa lotniska. Mińsk-1 otwarte w 1933 r. kilka kilometrów na południe od historycznego centrum miasta. W 1955 lotnisko stało się międzynarodowe. W 1970 r. obsługiwało ponad 1 milion pasażerów rocznie. Od 1982 r. było używane głównie do lotów wewnątrzkrajowych oraz do Moskwy, Kijowa i Królewca. W 2015 r. lotnisko zawiesiło obsługę lotów pasażerskich, a w 2018 r. zostało zamknięte, ponieważ jego powierzchnia nie nadawała się do modernizacji. Na terenie lotniska ma powstać dzielnica mieszkaniowa z centrum usługowo-biznesowym, 80-piętrowym wieżowcem oraz osiedlem dla 38 tys. ludzi.

## Oświata

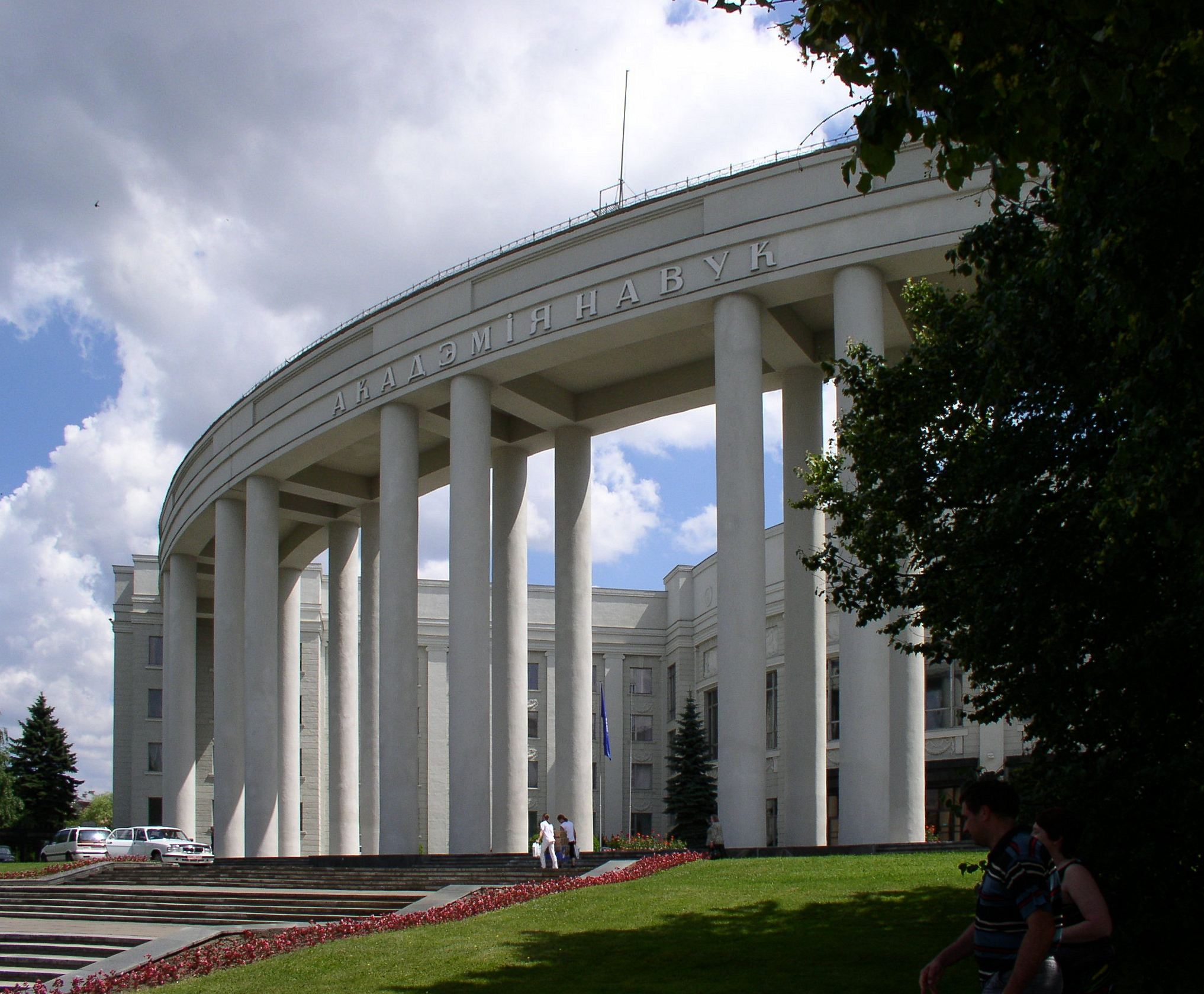
Narodowa Akademia Nauk Białorusi

### Pod polską administracją (1919–1920)
W roku szkolnym 1919/1920 Mińsk znajdował się pod polską administracją, w składzie Zarządu Cywilnego Ziem Wschodnich. Działało tam wówczas 26 szkół średnich, w tym: 15 rosyjskich (ogółem 2532 uczniów, 147 nauczycieli), 6 żydowskich (ogółem 1620 uczniów, 58 nauczycieli), 4 polskie (ogółem 1564 uczniów, 97 nauczycieli) i 1 białoruska (106 uczniów, 12 nauczycieli).

### Współcześnie
W Mińsku działa 818 instytucji nauczania: od przedszkolnych do wyższych. Pod kierownictwem Komitetu ds. Edukacji Mińskiego Miejskiego Komitetu Wykonawczego znajduje się 760 instytucji, z których 405 – edukacji przedszkolnej, 27 edukacji zawodowo-technicznej, 24 – edukacji przedszkolnej i wychowawczej. W sieci ogólnej średniej edukacji funkcjonuje 251 instytucji, w tym 2 licea, 2 gimnazja-koledże, 34 gimnazja, 10 szkół podstawowych, 4 szkoły-przedszkola, 184 szkoły ogólnokształcące, 5 szkół-internatów, 6 szkół wieczorowych.

Biblioteka Narodowa Białorusi iluminowana światłami LED

Z myślą o nauczaniu i wychowaniu dzieci z upośledzeniem psychicznym i fizycznym stworzono zróżnicowaną sieć instytucji i struktur nauczania specjalnego: 8 szkół specjalnych (szkół-internatów), 9 centrów nauczania i rehabilitacji korekcyjno-rozwojowej, klasy integracyjne i specjalne w 93 szkołach średnich; w 262 instytucjach przedszkolnych specjalne grupy, punkty pomocy korekcyjno-pedagogicznej i grupy integracyjne.
W celu organizacji czasu wolnego uczniów i studiującej młodzieży funkcjonują: 13 rejonowych centrów pracy pozaszkolnej, Miński Państwowy Pałac Dzieci i Młodzieży, Państwowe Centrum Turystyczno-Ekologiczne, 7 sportowych dziecięco-młodzieżowych szkół rezerwy olimpijskiej, 9 dziecięco-młodzieżowych klubów wychowania fizycznego.
W Mińsku funkcjonuje 31 wyższych i 27 średnich specjalizowanych instytucji nauczania. Najbardziej rozpowszechnioną i popularną jest dzienna forma nauczania, jaką zajmuje się 2/3 studentów.
Obecnie uczelnie państwowe kształcą studentów w 360 specjalnościach i na ponad 1000 kierunków i specjalizacji.

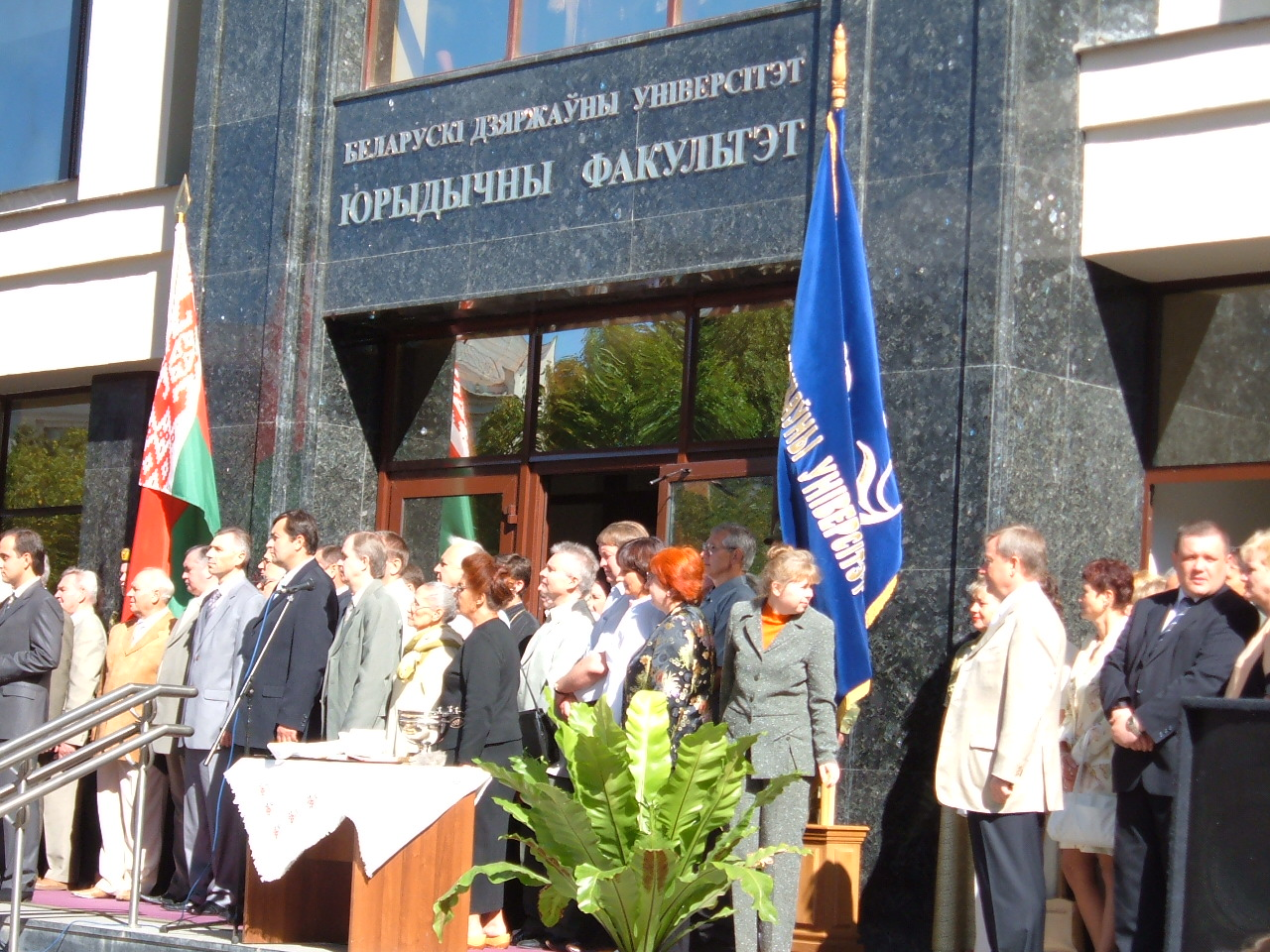
Otwarcie nowego budynku Wydziału Prawa Białoruskiego Uniwersytetu Państwowego

Instytucje szkolnictwa wyższego (państwowe): Akademia Zarządzania przy Prezydencie Republiki Białorusi, Akademia Ministerstwa Spraw Wewnętrznych Republiki Białorusi, Białoruska Państwowa Akademia Sztuk Pięknych, Białoruska Państwowa Akademia Muzyczna, Białoruska Państwowa Akademia Gospodarstwa Wiejskiego, Białoruski Państwowy Techniczny Uniwersytet Rolniczy, Białoruski Państwowy Uniwersytet Medyczny, Białoruski Państwowy Uniwersytet Pedagogiczny im. Maksima Tanka, Białoruski Państwowy Uniwersytet Technologiczny, Białoruski Uniwersytet Państwowy, Białoruski Państwowy Uniwersytet Informatyki i Radioelektroniki, Białoruski Państwowy Uniwersytet Kultury i Sztuki, Białoruski Państwowy Uniwersytet Kultury Fizycznej, Białoruski Państwowy Uniwersytet Ekonomiczny, Białoruski Narodowy Uniwersytet Techniczny, Wojskowa Akademia Republiki Białorusi, Miński Państwowy Wyższy Koledż Lotniczy, Miński Państwowy Wyższy Koledż Radiotechniczny, Miński Państwowy Uniwersytet Lingwistyczny, Międzynarodowy Państwowy Uniwersytet Ekologiczny im. Andreja Sacharawa, Międzynarodowy Instytut Stosunków Pracy i Socjalnych.
W Mińsku znajduje się Narodowa Akademia Nauk Białorusi.

## Kultura

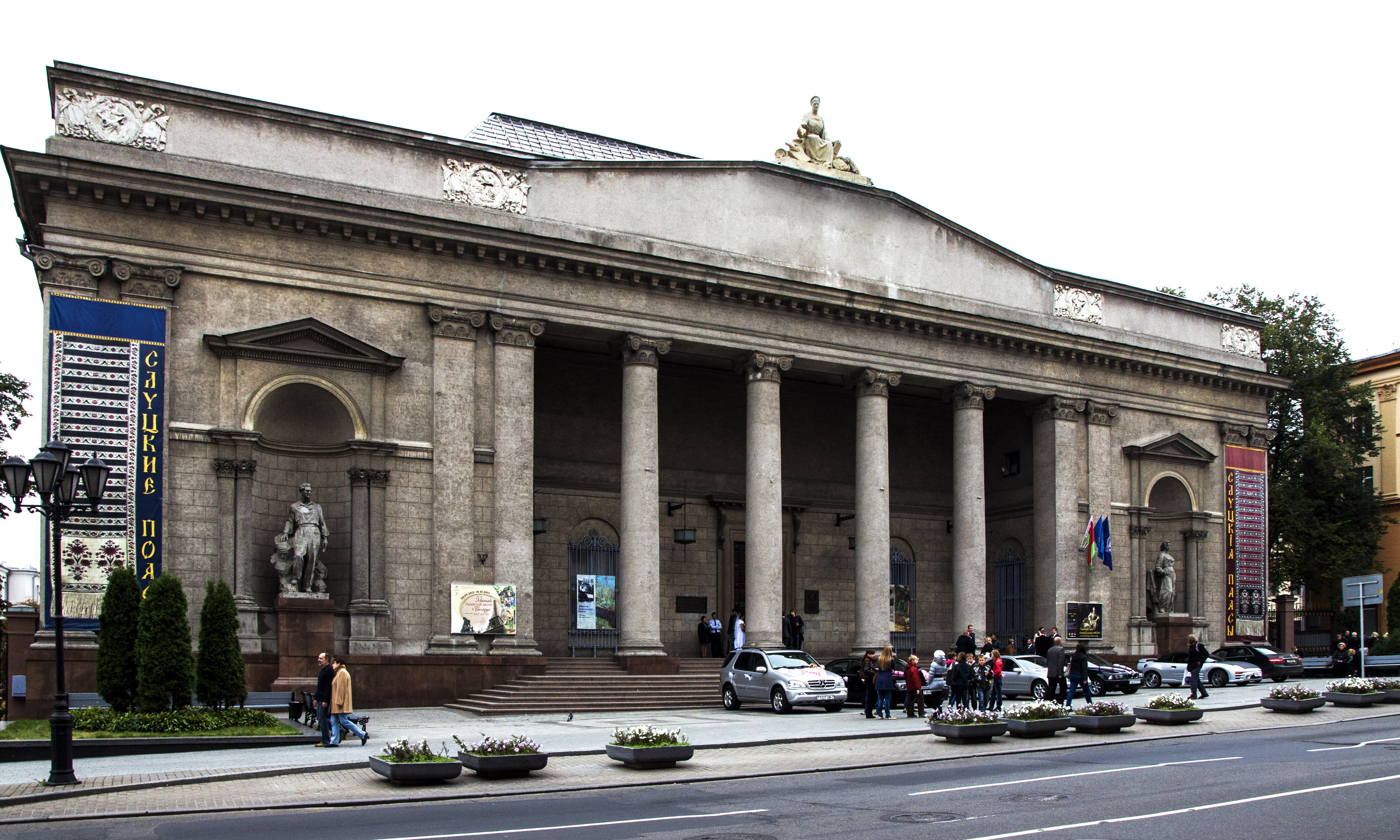
Narodowe Muzeum Sztuki Republiki Białorusi

### Muzea
W Mińsku działa 19 muzeów:
- Narodowe Muzeum Sztuki Republiki Białorusi
- Muzeum Wielkiej Wojny Ojczyźnianej
- Narodowe Muzeum Historyczne Republiki Białorusi
- Państwowe Muzeum Literatury Janki Kupały
- Państwowe Muzeum Literatury Jakuba Kołasa
- Muzeum Literatury Maksyma Bogdanowicza
- Muzeum Literatury Piatrusia Brouki
- Muzeum Zaira Azgura
- Państwowe Muzeum Historii Kultury Muzycznej i Teatralnej Republiki Białorusi
- Państwowe Muzeum Historii Białoruskiej Literatury
- Muzeum Sztuki Nowoczesnej
- Muzeum Historii Narodowej Akademii Nauk Białorusi
- Muzeum Historii Medycyny
- Muzeum Przyrody i Ekologii Republiki Białorusi
- Muzeum Historii Wojskowości Republiki Białorusi
- Muzeum Wańkowiczów
- Dom-muzeum I zjazdu SDPRR
- Muzeum Głazów
- Muzeum Starożytnej Kultury Białoruskiej w Mińsku

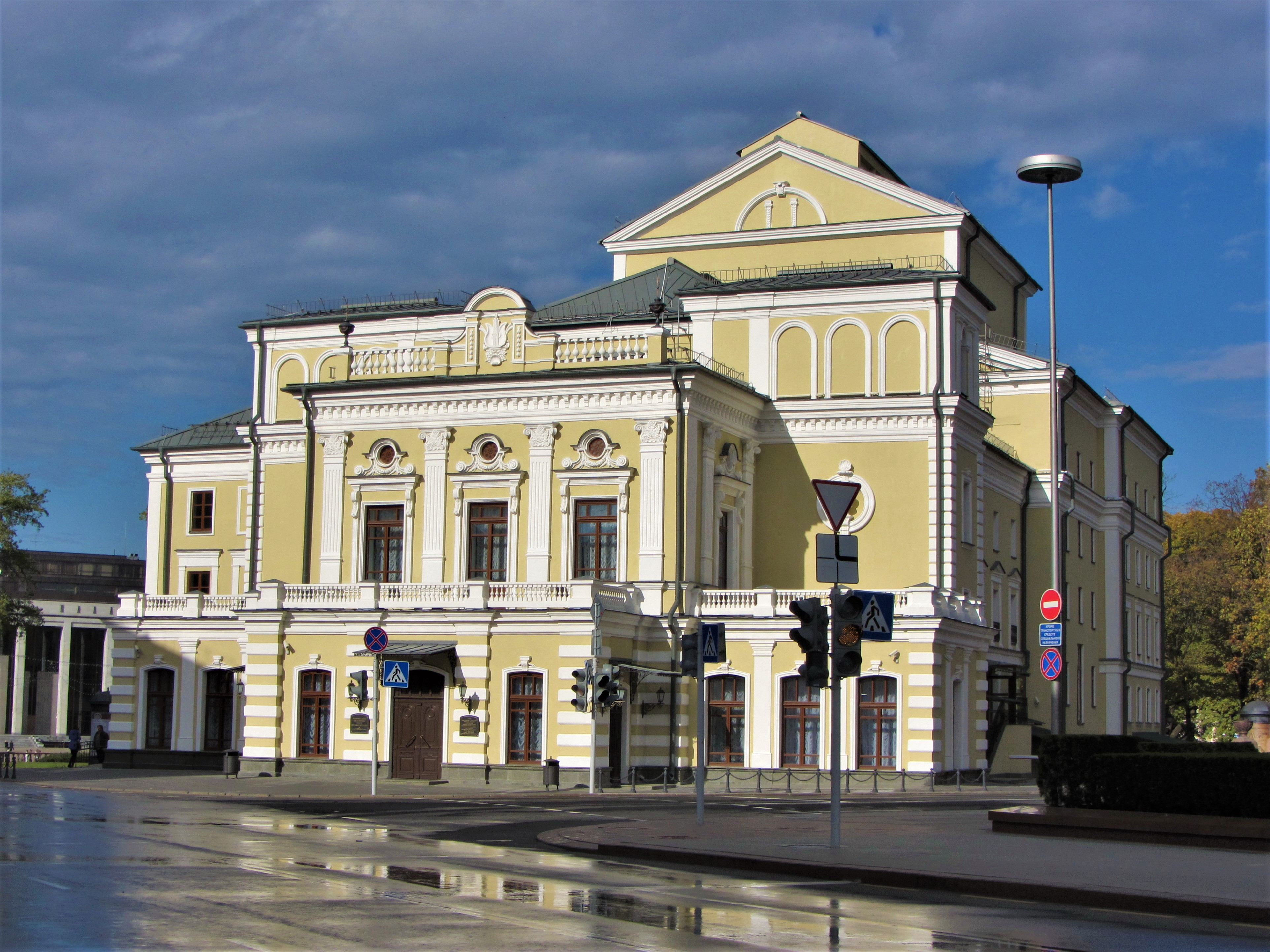
Narodowy Teatr Akademicki im. Janki Kupały

### Teatry
W mieście istnieje 17 teatrów:
- Wielki Teatr Opery i Baletu Republiki Białoruś
- Narodowy Teatr Akademicki im. Janki Kupały
- Narodowy Akademicki Teatr Dramatyczny im. Maksyma Gorkiego
- Białoruski Państwowy Akademicki Teatr Muzyczny
- Białoruski Państwowy Teatr Lalek
- Białoruski Państwowy Akademicki Teatr Młodego Widza
- Teatr-Studio Aktora Filmowego
- Republikański Teatr Białoruskiej Dramaturgii w Mińsku
- Państwowy Młodzieżowy Teatr Estrady
- Teatr Dramatyczny Białoruskiej Armii
- Białoruski Państwowy Teatr Młodzieżowy
- Nowy Teatr Dramatyczny
- Teatr Współczesny
- Teatr InŻest
- Teatr Eksperymentalny EYE
- Białoruski Poetycki Teatr Jednego Aktora „Znicz”
- Teatr Satyry i Humoru „Krzysztof”

### Kina
Pierwsze kino w mieście otworzył w 1900 r. Ryszard Sztremer w domu Rakowszczyka przy ulicy Zacharzewskiej. W latach 1907–1914 powstały kina Gigant, Iluzja, Luks, Modern i Eden. Obecnie istnieje 14 kin zarządzanych przez Miński Komitet Wykonawczy oraz 8 prywatnych kin działających m.in. w galeriach handlowych.

## Sport

Stadion Dynama Mińsk

W 2007 roku w Mińsku znajdowało się 3519 obiektów sportowych, w tym 18 dużych stadionów, 664 sale gimnastyczne, 57 basenów, 6 aren, 5 sztucznych lodowisk, 138 strzelnic. Największe z nich to Mińsk-Arena, Miński Pałac Sportu, Pałac Sportów Wodnych, Hala Piłkarska, Miński Lodowy Pałac Sportu, Republikańskie Centrum Przygotowań Olimpijskich w tenisie, stadion Dynama, stadion Traktar, kompleks sportowo-rekreacyjny „Olympijski”. W mieście działają dwie drużyny piłkarskie, które występują na najwyższym poziomie rozgrywkowym na Białorusi – Dynama i Mińsk. Wcześniej na najwyższym poziomie występowały kluby Tarpieda, Partyzan, Eniergietyk-BDU, Skwicz, Ataka, Dynama-2. W mieście swoje siedziby mają kluby hokejowe Dynama (KHL), Junost' Mińsk (Ekstraliga). W mieście działają także 3 kluby koszykówki męskiej: Cmoki Mińsk, Vitalur, Bduir oraz 2 żeńskie: Cmoki Mińsk i Horyzont. W mieście działają również utytułowana męska drużyna piłki ręcznej – Klub SKA, a także działający od 2008 roku klub Dynama.

## Religia

### Kościoły i związki wyznaniowe
Mińsk jest siedzibą władz zwierzchnich i jednostek administracyjnych kościołów Katolickiego i Prawosławnego: Konferencji Episkopatu Białorusi, metropolii i archidiecezji mińsko-mohylewskiej, Egzarchatu Białoruskiego Patriarchatu Moskiewskiego, metropolii i eparchii mińskiej. Z tego względu w stolicy znajdują się archikatedra i sobór katedralny. W mieście jest 38 cerkwi prawosławnych oraz 13 kościołów katolickich.

W Mińsku znajdują się także parafie i zbory protestanckie: Kościoła Ewangelicko-Luterańskiego, Kościoła Chrześcijan Baptystów (3 zbory), Kościoła Adwentystów Dnia Siódmego, Kościoła Zielonoświątkowego, a ponadto Kościoła katolickiego obrządku bizantyjsko-białoruskiego, Kościoła Nowoapostolskiego, Kościoła Jezusa Chrystusa Świętych w Dniach Ostatnich, Świadków Jehowy oraz siedziby gminy żydowskiej (2 synagogi) i gminy muzułmańskiej.

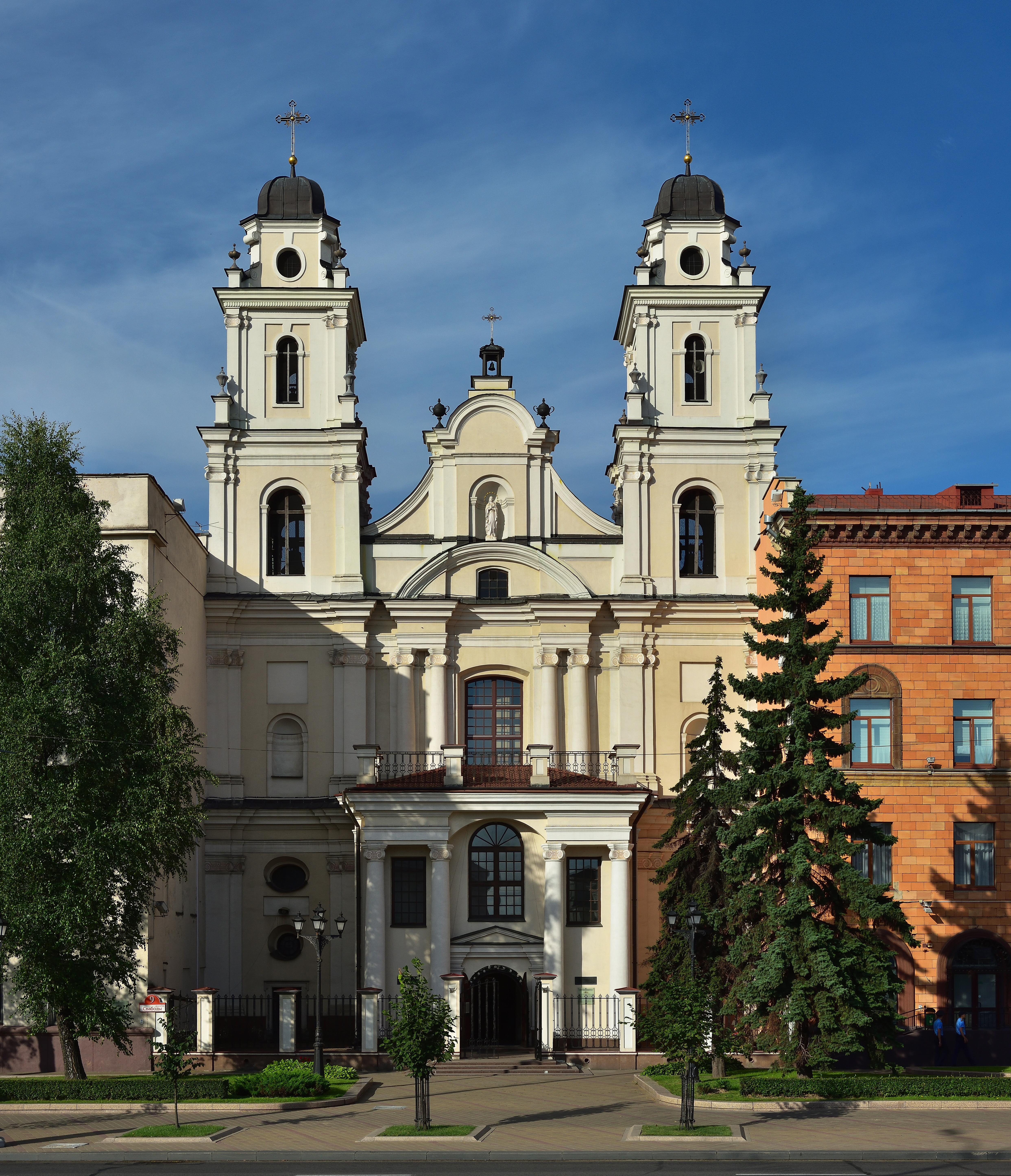
Archikatedra Imienia NMP, główny kościół katolicki w Mińsku
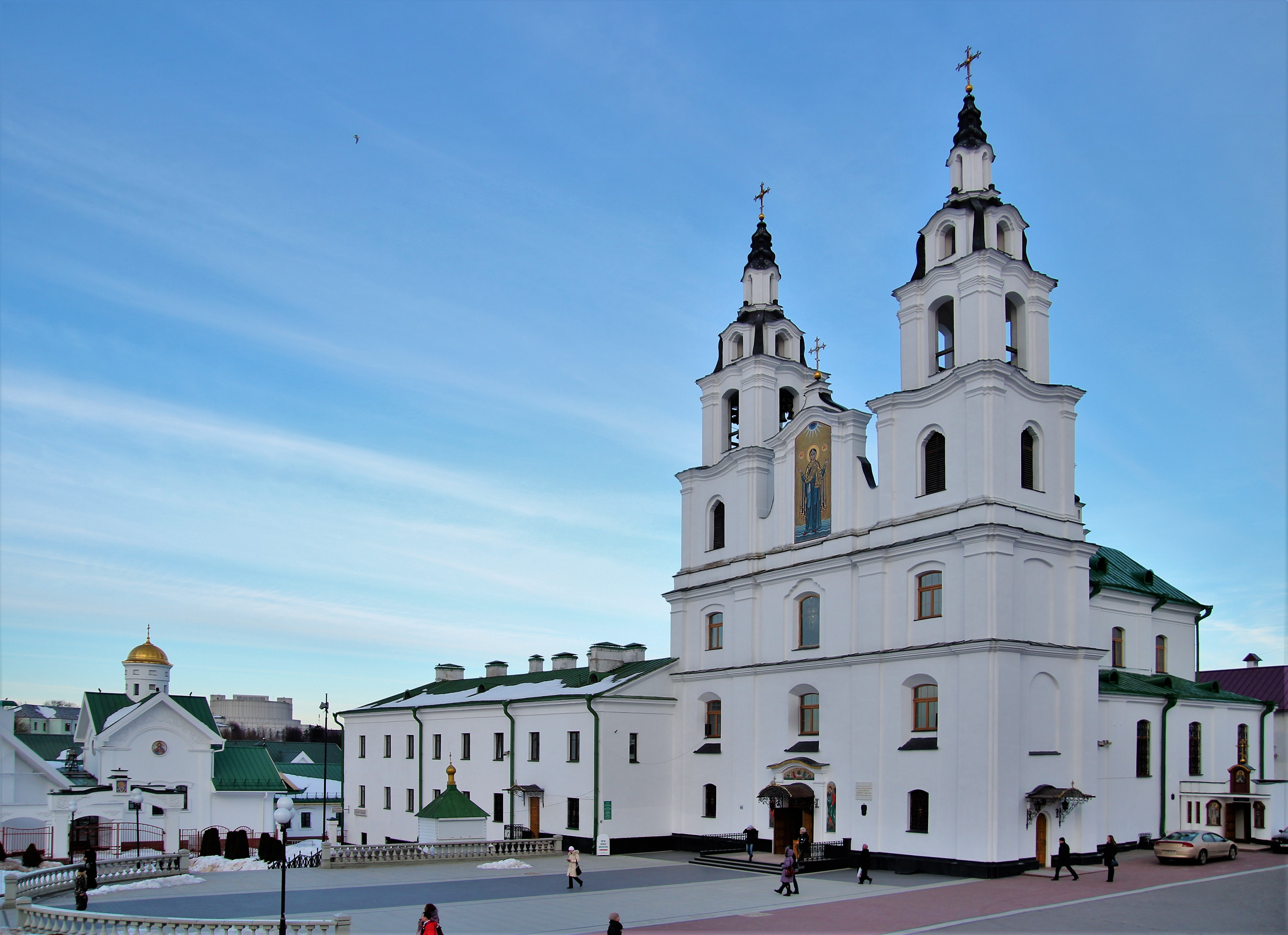
Sobór Świętego Ducha w Mińsku, katedra metropolii mińskiej
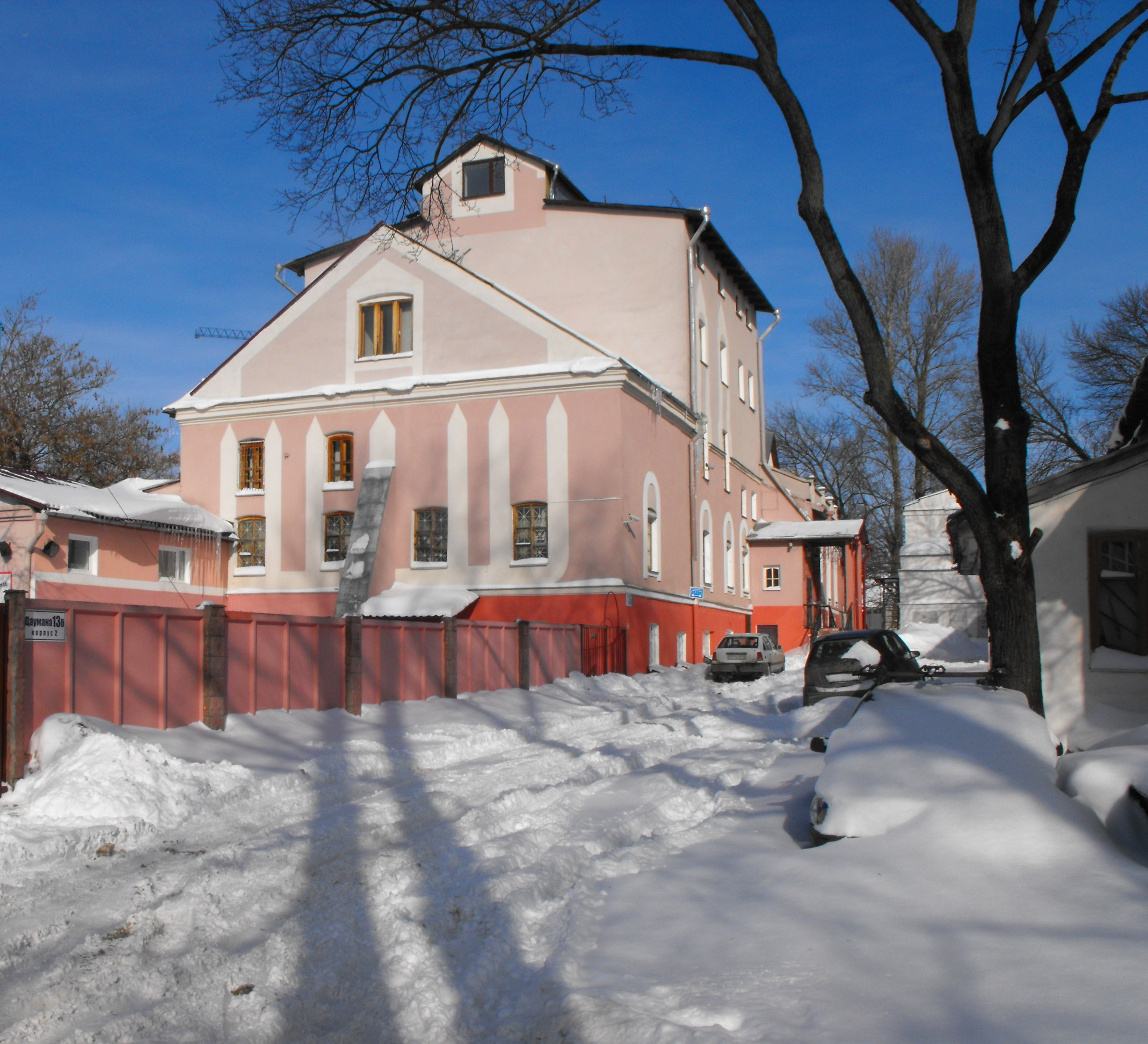
Synagoga Główna w Mińsku
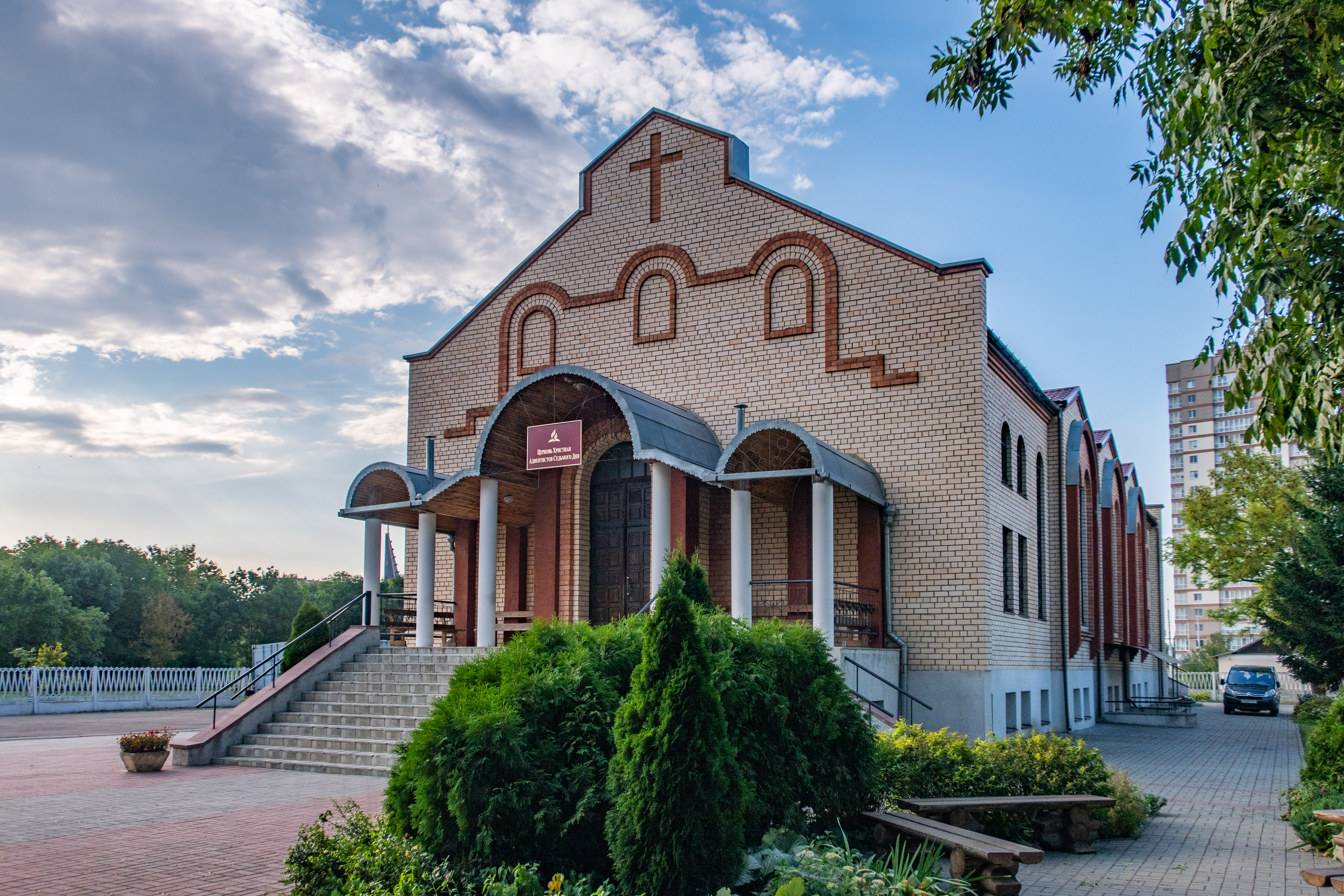
Dom modlitwy Adwentystów Dnia Siódmego w Mińsku
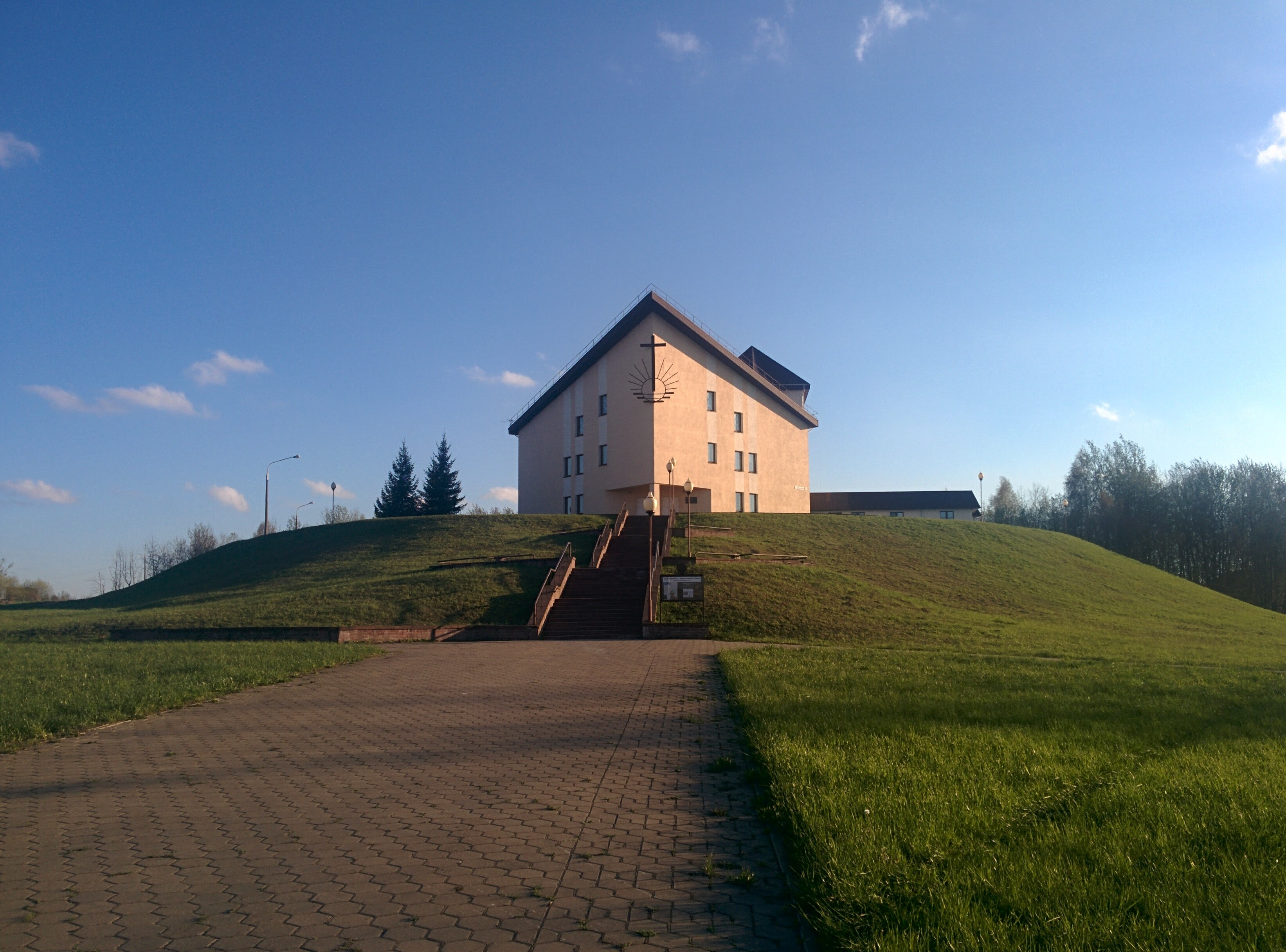
Świątynia Kościoła Nowoapostolskiego w Mińsku
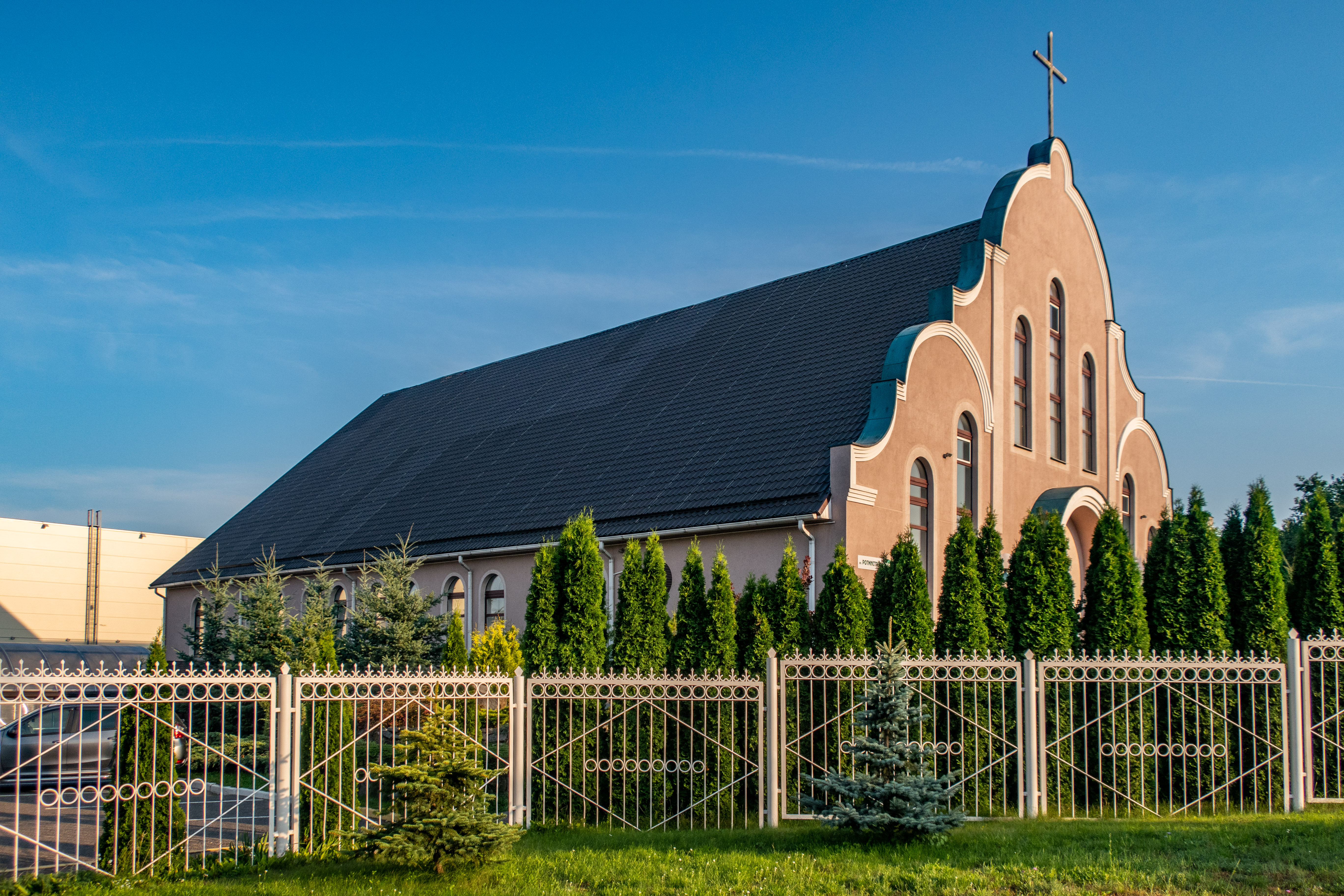
Zbór Kościoła Zielonoświątkowego w Mińsku
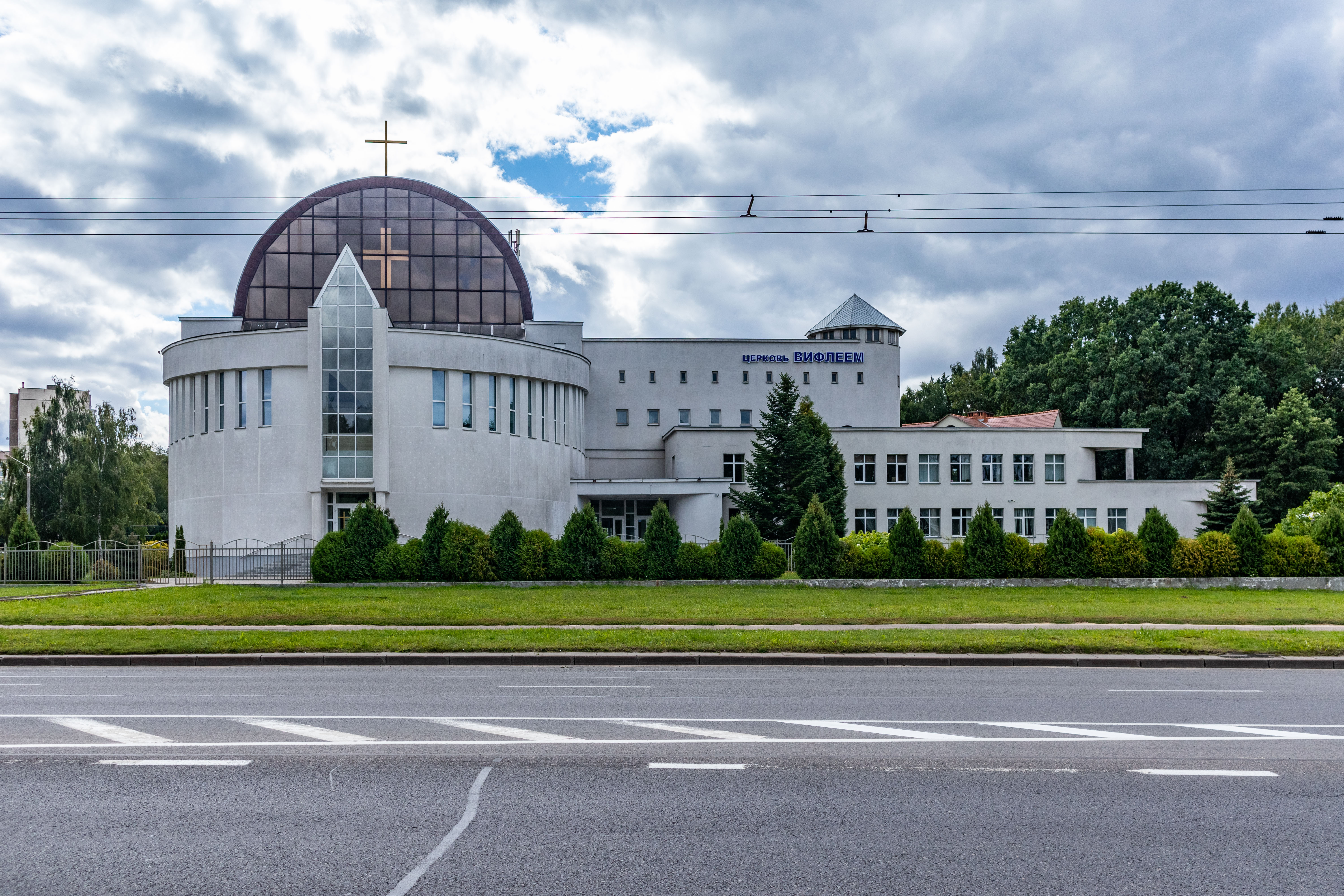
Zbór Kościoła Chrześcijan Baptystów w Mińsku
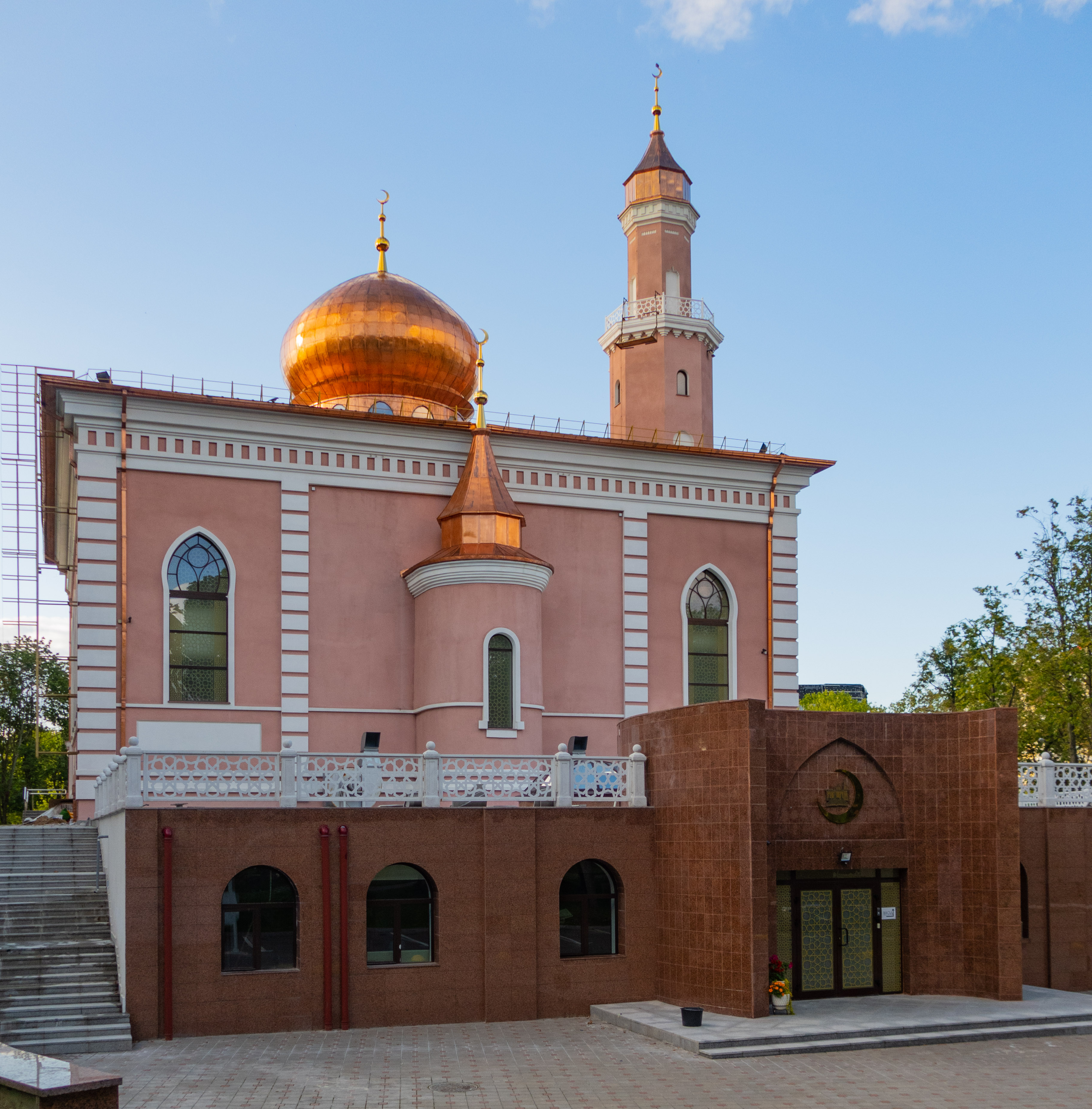
Meczet w Mińsku
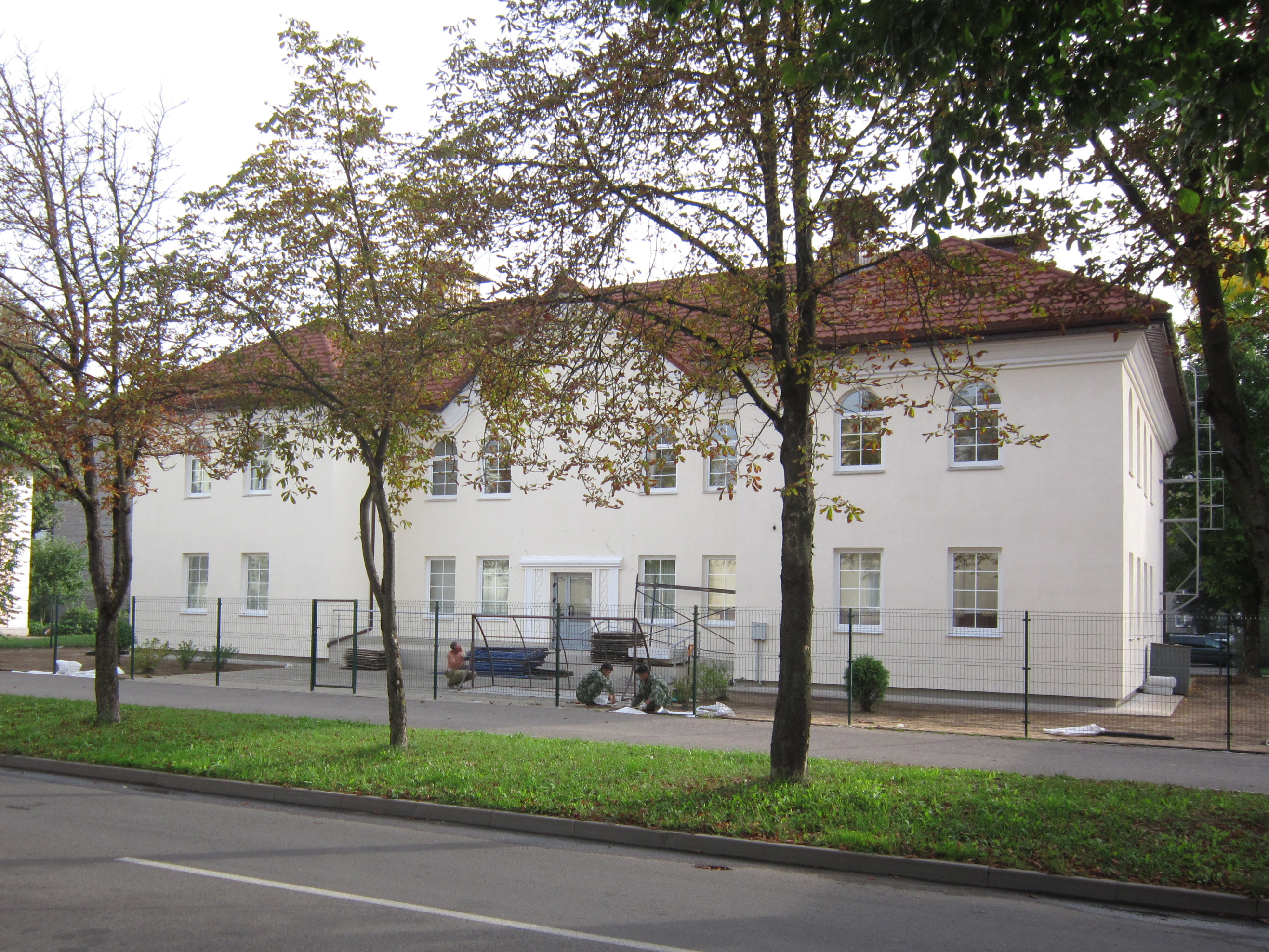
Świątynia Kościoła Jezusa Chrystusa Świętych w Dniach Ostatnich w Mińsku

## Polacy w Mińsku

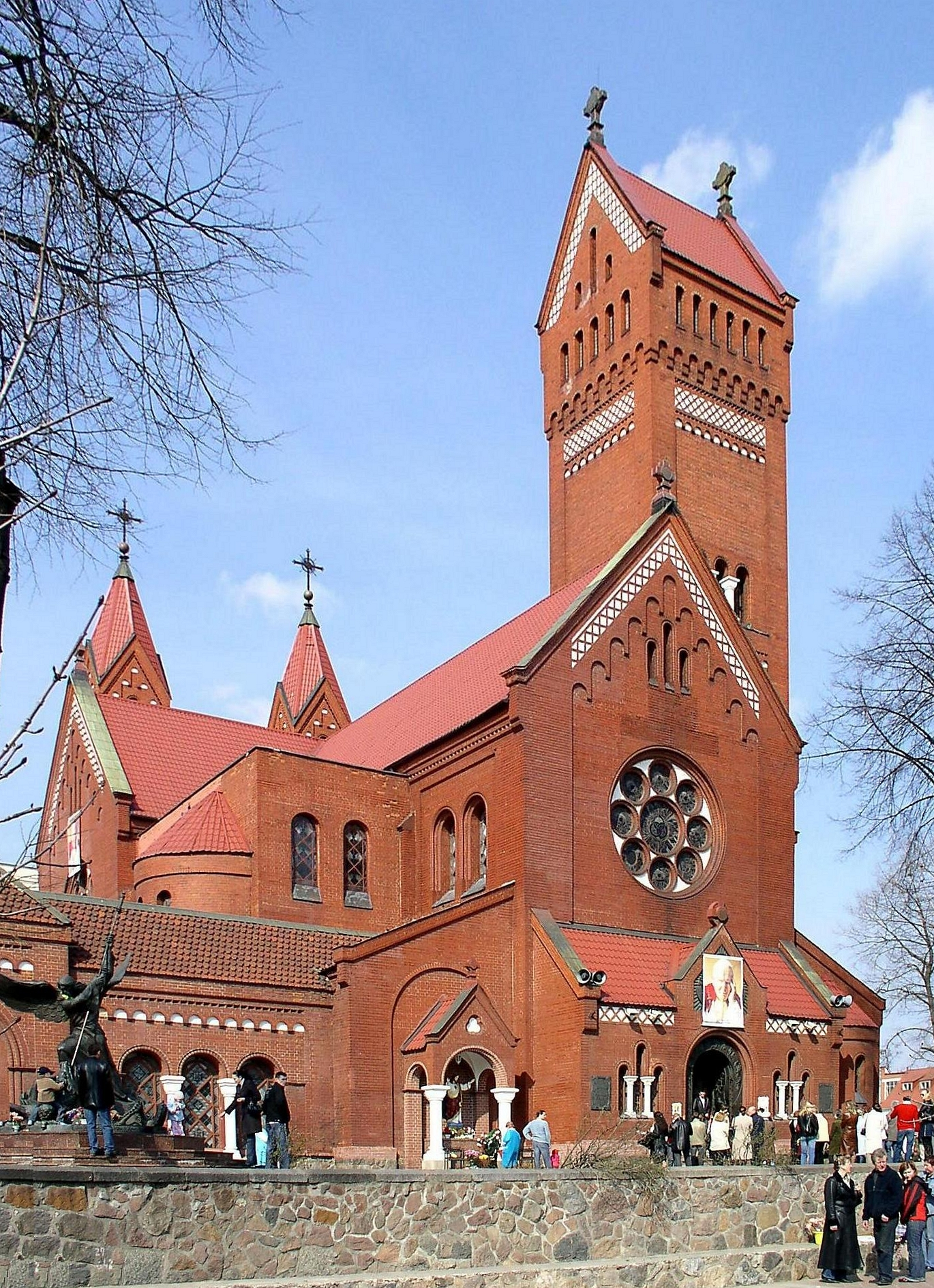
Kościół św. Szymona i św. Heleny

W 1812 roku pod redakcją nauczyciela miejscowego gimnazjum Ignacego Brodowskiego ukazywała się wydawana w języku polskim „Tymczasowa Gazeta Mińska”. Według spisu powszechnego z 1897 r. Polacy stanowili 11,4% mieszkańców miasta, jednak według sowieckiego spisu z 1959 r. Polacy stanowili już tylko 1,1% (5599 osób). W związku z liberalizacją przepisów spowodowanych rewolucją 1905 roku, w latach 1906–1907 w Mińsku powstały dwie polskie organizacje: Ognisko Polskie (prezes Hieronim Drucki-Lubecki) i Polskie Towarzystwo Gimnastyczne „Sokół” (prezes Władysław Kryński), w 1905 towarzystwo „Oświata” przekształcone w 1917 roku w „Macierz Szkolną”, a w 1914 roku miński oddział „Polskiego Towarzystwa dla pomocy ofiar wojny” oraz od 1916 roku miński oddział warszawskiego Towarzystwa Opieki nad Zabytkami Przeszłości. Jesienią 1917 roku Bronisław Skąpski założył w Mińsku Teatr polski. W 1912 roku ukazał się pierwszy numer polskiej gazety „Nad Świsłoczą” (14 numerów), którą od 1915 roku zastąpiły tygodnik „Pogoń” oraz wydawany przez Józefa Hłaskę „Nowy Kuryer Litewski”. W maju 1917 roku powstała Polska Rada Ziemi Mińskiej, która wydawała „Dziennik Miński”. Wychodziły także pisma to „Wieś i zaścianek”, „Placówka”, „Na straży”, „Siew bellony”. Pisma te były kolportowane do miejscowości, w których mieszkała w większej liczbie mniejszość polska tj. na północny wschód od miasta w kierunku Borysowa.
Wśród najbardziej znanych Polaków urodzonych w Mińsku można wymienić wydawcę miesięcznika „Kultura” Jerzego Giedroycia i awangardowego artystę Władysława Strzemińskiego.
Msze w języku polskim odprawiane są w Kościele św. Szymona i Heleny (Czerwonym Kościele) w niedzielę o godzinie 8:00 i 13:00, a w dni powszednie o godzinie 9:00.
W mieście działają:
- Instytut Polski w Mińsku zajmujący się popularyzacją kultury i nauki polskiej. Instytut mieści się przy ul. Wołodarskiego 6[46]
- Polska Macierz Szkolna na Białorusi zajmująca się oświatą polonijną
- oddział założonego w 1990 r. Związku Polaków na Białorusi
- Stowarzyszenie Polskich Lekarzy w Mińsku (zał. w 2001)
- Stowarzyszenie Kulturalno-Oświatowe „Poloniczka”[47]

## Miasta partnerskie
Mińsk miał 27 miast partnerskich (maj 2018):
1. Nottingham, Wielka Brytania (od 1957)
2. Sendai, Japonia (od 1973)
3. Bangalore, Indie (od 1973)
4. Lyon, Francja (od 1976)
5. Changchun, Chińska Republika Ludowa (od 1992)
6. Bonn, Niemcy (od 1993)
7. Eindhoven, Holandia (od 1994)
8. Duszanbe, Tadżykistan (od 1998)
9. Kiszyniów, Mołdawia (od 2000)
10. Hawana, Kuba (od 2005)
11. Teheran, Iran (od 2006)
12. Abu Zabi, Zjednoczone Emiraty Arabskie (od 2007)
13. Ankara, Turcja (od 2007)
14. Biszkek, Kirgistan (od 2008)
15. Tbilisi, Gruzja (od 2015)
16. Nowosybirsk, Rosja (od 2012)
17. Ho Chi Minh (Sajgon), Wietnam (od 2008)
18. Uljanowsk, Rosja (od 2015)
19. Hanoi, Wietnam (od 2004)
20. Ufa, Rosja (od 2017)
21. Murmańsk, Rosja (od 2014)
22. Niżny Nowogród, Rosja (od 2017)
23. Kaługa, Rosja (od 2015)
24. Shenzhen, Chińska Republika Ludowa (od 2014)
25. Pekin, Chińska Republika Ludowa (od 2016)
26. Islamabad, Pakistan (od 2015)

Zawarte były również umowy o partnerskiej współpracy z 17 miastami i regionami Rosji oraz wieloma krajami Bałtyckimi i WNP.
2 marca 2022, po inwazji Rosji na Ukrainę, Łódź wypowiedziała partnerstwo Mińskowi, a także rosyjskim miastom Iwanowo i Królewiec.